# Histoire de l'influence indienne en Asie du Sud-Est

Zone d'influence culturelle historique de la (Indosphère) pour la transmission d'éléments indiens tels que les titres honorifiques, les noms de personnes, les noms de lieux, les emprunts linguistiques, les devises d'organisations et d'instituts éducatifs, ainsi que l'adoption de l'hindouisme, du bouddhisme, de l'architecture indienne, des arts martiaux, de la musique et de la danse indiennes, des vêtements traditionnels indiens et de la cuisine indienne, un processus qui a également été favorisé par l'expansion historique en cours de la diaspora indienne.

L'Asie du Sud-Est fait partie de la sphère d'influence culturelle de l'Inde (en) de 290 av. J.-C. XVe siècle, époque à laquelle les influences hindoues et bouddhistes sont intégrées dans les systèmes politiques locaux. Les royaumes de la côte sud-est du sous-continent indien établissent des relations commerciales, culturelles et politiques avec les royaumes d'Asie du Sud-Est de Birmanie, du Bhoutan, de Thaïlande, des îles de la Sonde, de la péninsule Malaise, des Philippines, du Cambodge, du Laos et du Champa.
La culture indienne elle-même est issue de plusieurs cultures et peuples distincts, y compris l'influence lingusitique austroasiatique sur les premiers Indiens. Cependant, certains chercheurs, comme le professeur Przyluski, Jules Bloch et Lévi, concluent que l'influence austroasiatique n'est pas seulement linguistique, mais aussi culturelle, voire politique, sur la culture et les traditions indiennes primitives. L'Inde est considérée comme un creuset de traditions occidentales, orientales et indigènes. Ce système culturel indien distinct est ensuite adopté et assimilé dans la construction sociale indigène et dans l'État de la politique régionale de l'Asie du Sud-Est, dont les dirigeants gagnent en pouvoir et en stabilité, transformant de petits chefs en puissances régionales.
L'empire Chola, avec la campagne de Rajendra Ier en Asie du Sud-Est (en) et l'invasion de Sriwijaya, a un impact profond sur l'Asie du Sud-Est. Cet impact entraîne une multiplication des échanges avec l'Asie du Sud-Est par le biais des routes maritimes. Alors que le bouddhisme prospère et devient la religion principale dans de nombreux pays d'Asie du Sud-Est, il devient une religion minoritaire en Inde.
On pense que les peuples de l'Asie du Sud-Est insulaire - la Malaisie, l'Indonésie et les Philippines actuelles - migrent vers le sud à partir de la Chine méridionale entre 2500 et 1500 av. J.-C. L'influence de la civilisation qui existe sur le sous-continent indien s'impose progressivement parmi eux, et elle s'impose également parmi les peuples qui vivent en Asie du Sud-Est continentale.
Les commerçants, les aventuriers, les professeurs et les prêtres de l'Inde du Sud continuent à exercer une influence dominante sur l'Asie du Sud-Est jusqu'aux environs de 1500. L'hindouisme et le bouddhisme se répandent tous deux dans ces États à partir de l'Inde et, pendant de nombreux siècles, ils y existent avec une tolérance mutuelle. Finalement, les États du continent deviennent principalement bouddhistes.

## Moteurs de l'indianisation de l'Asie du Sud-Est
Les principaux moteurs de l'indianisation de l'Asie du Sud-Est ont été les routes commerciales maritimes austronésiennes, et indiennes (en), en particulier le commerce des épices et la route de la Soie maritime (en), ainsi que les émissaires d'Ashoka et ses missionnaires bouddhistes.

## Commerce maritime indien avec l'Asie du Sud-Est

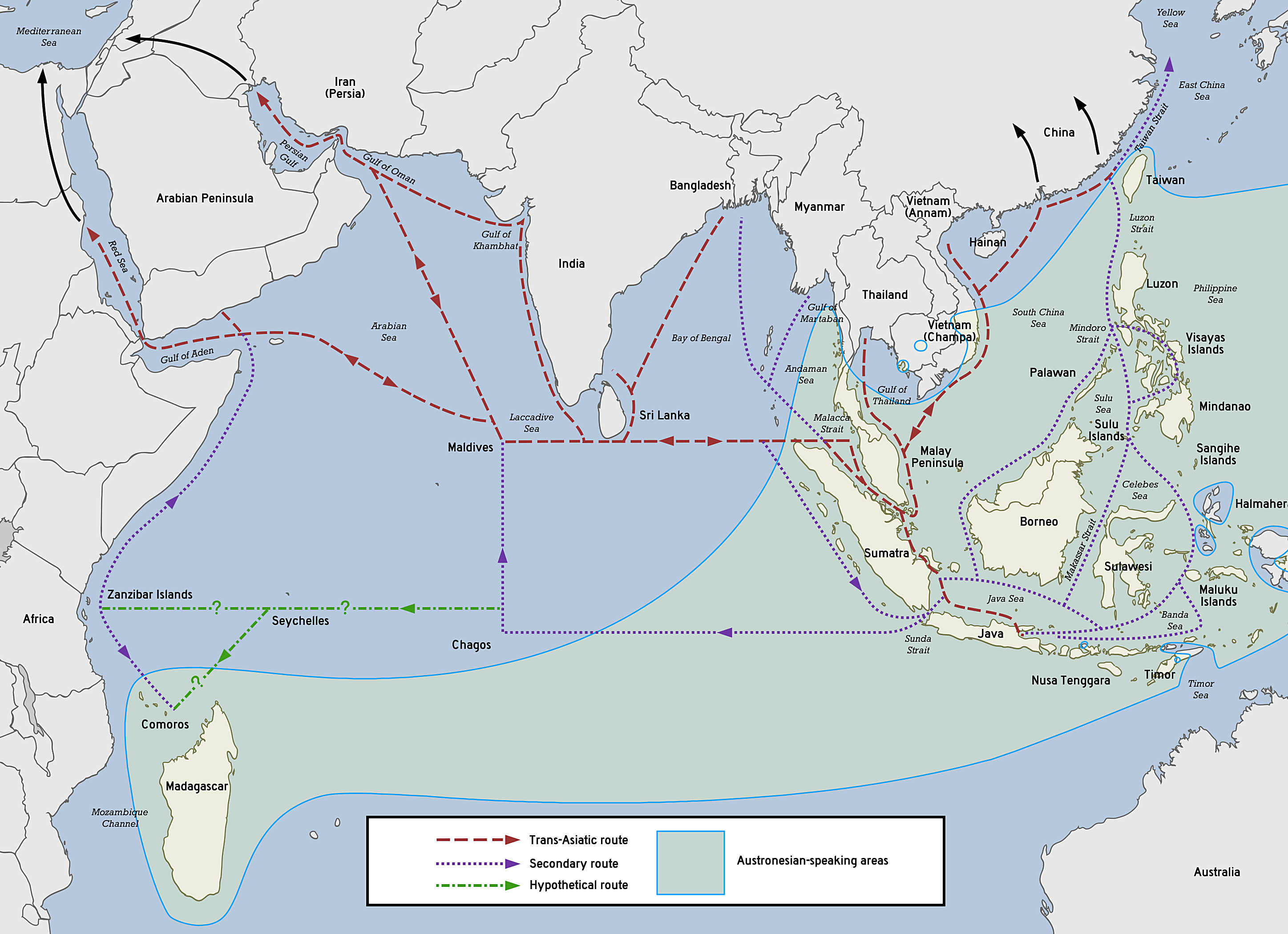
Réseau de commerce maritime protohistorique et historique des Austronésiens dans l'océan Indien.

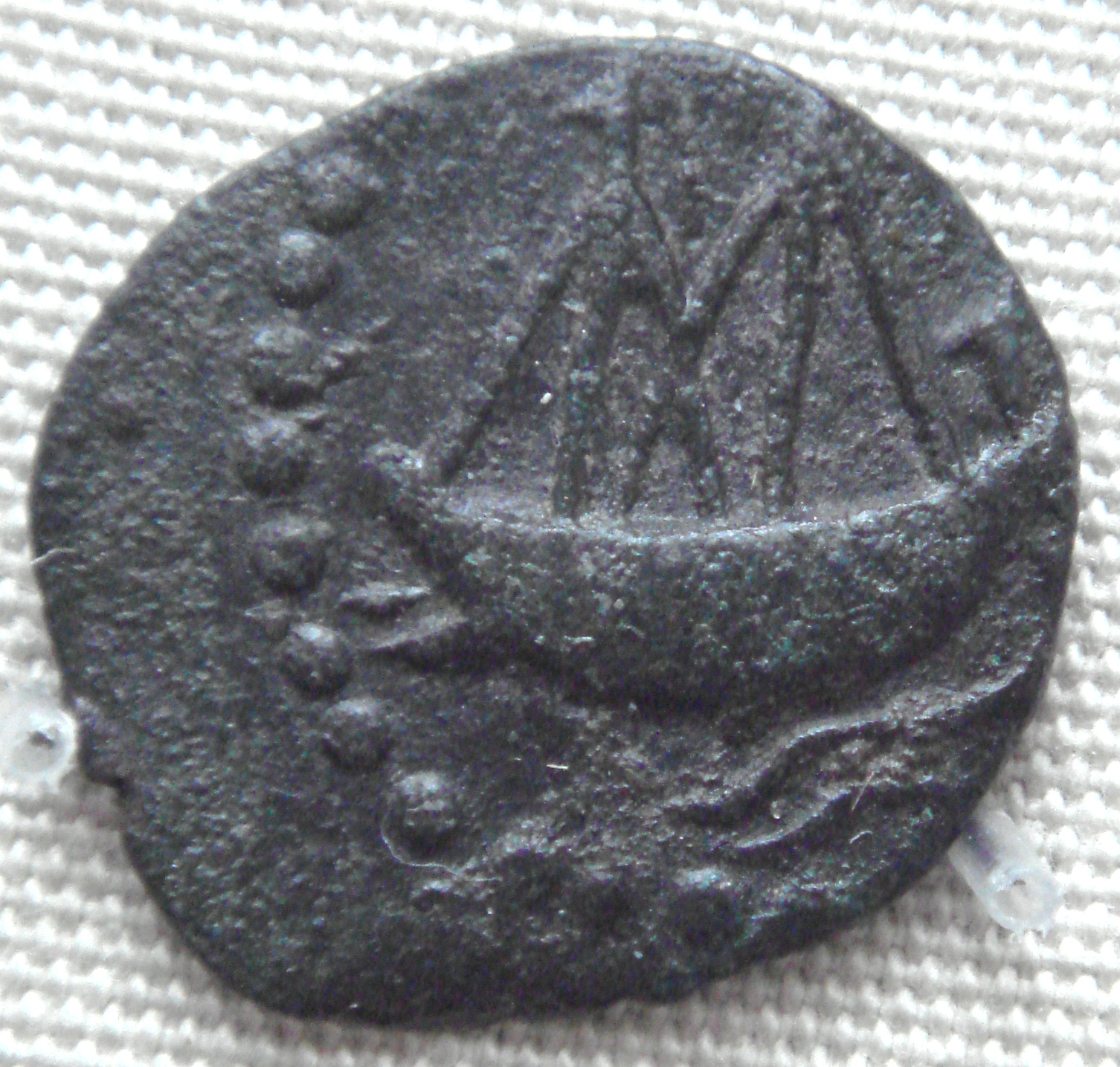
Navire indien sur une pièce de monnaie en plomb de Vasisthiputra Sri Pulamavi, témoignant des capacités navales, maritimes et commerciales des Satavahanas au cours des.

Les marins austronésiens de l'Asie du Sud-Est insulaire établissent des contacts et des échanges avec l'Inde du Sud et le Sri Lanka dès 500 av. J.-C.. Cela entraîne l'introduction de la culture matérielle et des cultigènes de l'Asie du Sud-Est en Asie du Sud, ainsi que la connexion des cultures matérielles de l'Inde et de la Chine. Ces premières routes commerciales austronésiennes reliant l'Asie du Sud-Est insulaire à l'Inde deviennent également le volet maritime du vaste réseau de commerce des épices, qui est ensuite utilisé par le commerce maritime tamoul et arabe. Les contacts soutenus entre l'Asie du Sud-Est et l'Asie du Sud donnent lieu à des échanges culturels, en plus des échanges de marchandises,,,.
La première mention claire d'une marine se trouve dans l'épopée mythologique du Mahabharata. Historiquement cependant, la première tentative attestée d'organiser une marine en Inde, telle que décrite par Mégasthène (vers 350-290 av. J.-C.), est attribuée à Chandragupta Maurya (322 à 298 av. J.-C.). La marine de l'empire maurya (322-185 av. J.-C.) continue à fonctionner jusqu'à l'époque de l'empereur Ashoka (273-232 av. J.-C.), qui l'utilise pour envoyer des missions diplomatiques en Grèce, en Syrie, en Égypte, à Cyrène, en Macédoine et en Épire. À la suite de l'ingérence des nomades en Sibérie - l'une des sources d'approvisionnement en lingots de l'Inde - l'Inde détourne son attention vers la péninsule Malaise, qui devient sa nouvelle source d'approvisionnement en or et est rapidement exposée par le biais d'une série de routes commerciales maritimes. Sous l'empire maurya, diverses autres régions du monde participent également de plus en plus aux voyages maritimes dans l'océan Indien.

### Missions bouddhistes
Dans la tradition sri-lankaise, Moggaliputta-Tissa (en) - qui est patronné par Ashoka - envoie neuf missions bouddhistes pour répandre le bouddhisme dans les « zones frontalières » vers 250 av. J.-C.. Cette tradition n'attribue pas directement à Ashoka l'envoi de ces missions. Chaque mission comprend cinq moines et est dirigée par un doyen. Au Sri Lanka, il envoie son propre fils Mahinda, accompagné de quatre autres Theras - Itthiya, Uttiya, Sambala et Bhaddasala. Ensuite, avec l'aide de Moggaliputta-Tissa, Ashoka envoie des missionnaires bouddhistes dans des régions éloignées telles que le Cachemire, le Gandhara, l'Himalaya, le pays des Yonas (Grecs), le Maharashtra, Suvannabhumi et le Sri Lanka.
La tradition sri-lankaise date ces missions de la 18e année de règne d'Ashoka et cite les missionnaires suivants:
- Mahinda au Sri Lanka
- Majjhantika au Cachemire et Gandhara
- Mahadeva au Mahisa-mandala (probablement le Mysore actuel)
- Rakkhita à Vanavasa
- Dhammarakkhita le Grec à Aparantaka (Inde occidentale)
- Maha-dhamma-rakkhita au Maharashtra
- Maharakkhita chez les Grecs
- Majjhima dans l'Himalaya
- Soṇa et Uttara au Suvaṇṇabhūmi (probablement la Birmanie et la Thaïlande actuelles)

La tradition ajoute qu'au cours de sa 19e année de règne, la fille d'Ashoka, Sanghamitta, se rend au Sri Lanka pour y fonder un ordre de nonnes, emportant avec elle un jeune arbre sacré, l'arbre de la Bodhi,.
Des chercheurs, comme Erich Frauwallner et Richard Gombrich, estiment que les missions mentionnées dans la tradition sri-lankaise sont historiques. Selon ces chercheurs, une partie de cette histoire est corroborée par des preuves archéologiques : le Vinaya Nidana mentionne les noms de cinq moines qui se seraient rendus dans la région de l'Himalaya ; trois de ces noms ont été retrouvés inscrits sur des coffrets de reliques découverts à Bhilsa (près de Vidisha). Ces coffrets ont été datés du début du IIe siècle av. J.-C., et l'inscription indique que les moines appartiennent à l'école himalayenne. Les missions pourraient être parties de Vidisha, dans le centre de l'Inde, puisque des cercueils y ont été découverts et que Mahinda y aurait séjourné pendant un mois avant de partir pour le Sri Lanka.
Selon Gombrich, la mission aurait pu comprendre des représentants d'autres religions, et l'objection de Lamotte concernant le dhamma n'est donc pas valable. Les chroniqueurs bouddhistes ont peut-être décidé de ne pas mentionner ces non-bouddhistes, afin de ne pas mettre le bouddhisme sur la touche. Frauwallner et Gombrich pensent également qu'Ashoka était directement responsable des missions, car seul un souverain plein de ressources aurait pu parrainer de telles activités. Les chroniques sri-lankaises, qui appartiennent à l'école Theravada, exagèrent le rôle du moine Theravadin Moggaliputta-Tissa afin de glorifier leur secte.
Certains historiens affirment que le bouddhisme est devenu une religion importante grâce au mécénat royal d'Ashoka.

### Début de l'ère commune - Haut Moyen Âge

Territoires Chola sous Rajendra Ier, vers 1030.

À cette époque, les établissements religieux hindous (en) et bouddhistes (en) d'Asie du Sud-Est sont associés à l'activité économique et au commerce (en), car les mécènes confient des fonds importants qui sont ensuite utilisés au profit de l'économie locale pour la gestion des domaines, l'artisanat et la promotion des activités commerciales. Le bouddhisme, en particulier, voyage parallèlement au commerce maritime, promouvant la monnaie, l'art et l'alphabétisation.
À Java et Bornéo, l'introduction de la culture indienne crée une demande d'aromates, et les comptoirs commerciaux de ces régions desservent ensuite les marchés chinois et arabes. Le Périple de la mer Érythrée cite plusieurs ports indiens d'où partent de grands navires en direction de l'est vers Chryse (en). Les produits des Moluques expédiés par les ports d'Arabie vers le Proche-Orient passent par les ports de l'Inde et du Sri Lanka. Après avoir atteint les ports indiens ou sri-lankais, les produits sont parfois expédiés en Afrique de l'Est, où ils sont utilisés à diverses fins, notamment pour des rites funéraires.
L'histoire maritime d'Odisha, connue sous le nom de Kalinga dans l'Antiquité, a commencé avant 350 av. J.-C. selon les premières sources. Les habitants de cette région de l'est de l'Inde, située le long de la côte du golfe du Bengale, naviguent le long de la côte indienne et voyagent jusqu'en Indochine et dans toute l'Asie du Sud-Est insulaire, introduisant des éléments de leur culture (en) aux peuples avec lesquels ils commercent (en). Le Manjusrimulakalpa (en) du VIe siècle mentionne le golfe du Bengale sous le nom de Kalingodra et, historiquement, le golfe du Bengale est appelé Kalinga Sagara (Kalingodra et Kalinga Sagara signifient tous deux « mer de Kalinga »), ce qui indique l'importance de Kalinga dans le commerce maritime (en). Les anciennes traditions sont toujours célébrées lors du Bali Jatra (en), qui se tient pendant cinq jours en octobre/novembre.
La dynastie Chola (200-1279) atteint l'apogée de son influence et de sa puissance pendant la période médiévale. Les empereurs Rajaraja Ier (985-1014) et Rajendra Ier (1012-1044) étendent le royaume Chola au-delà des limites traditionnelles. À son apogée, l'empire Chola s'étend du Sri Lanka au sud jusqu'au bassin de Godavari au nord. Les royaumes situés le long de la côte orientale de l'Inde jusqu'au Gange reconnaissent la suzeraineté des Chola. La marine Chola envahit et conquiert Sriwijaya, qui était le plus grand empire de l'Asie du Sud-Est insulaire. Les marchandises et les idées en provenance d'Inde commencent à jouer un rôle majeur dans l'« indianisation » du monde à partir de cette période.
Quilon ou Kollam, sur la côte du Kerala, autrefois appelée Desinganadu, jouit d'une grande réputation commerciale depuis l'époque des Phéniciens et des Romains. Alimenté par le commerce chinois, elle est mentionnée par Ibn Battûta au XIVe siècle comme l'un des cinq ports indiens qu'il a vus au cours de ses 24 ans de voyages. Le port de Kollam est devenu opérationnel en 825. Les souverains de Desinganadu ont l'habitude d'échanger des ambassades avec les souverains chinois et il y a une colonie chinoise florissante à Quilon. La connexion commerciale de l'Inde avec l'Asie du Sud-Est s'avère vitale pour les marchands d'Arabie et de Perse entre le VIIe et VIIIe siècles.
Les royaumes de Vijayanagara et de Kalinga prennent pied en Malaisie, à Sumatra et dans l'ouest de Java.
Les Cholas excellent dans le commerce extérieur et les activités maritimes, étendant leur influence à la Chine et à l'Asie du Sud-Est. Vers la fin du IXe siècle, l'Inde du Sud a développé une importante activité maritime et commerciale,. Les Cholas, qui possèdent des parties des côtes ouest et est de l'Inde péninsulaire, sont à l'avant-garde de ces entreprises,,. La dynastie chinoise des Tang (618-907), l'empire de Sriwijaya en Asie du Sud-Est insulaire sous les Sailendras et le califat abbasside à Bagdad sont les principaux partenaires commerciaux.
Sous le règne de Pandya Parantaka Nedumjadaiyan (765-790), la dynastie Chera est un proche allié des Pallavas. Pallavamalla Nadivarman vainc le Pandya Varaguna avec l'aide d'un roi Chera. Les contacts culturels entre la cour Pallava et le pays Chera sont fréquents. Les exportations d'épices indiennes sont mentionnées dans les ouvrages d'Ibn Khurdadhbeh (850), d'al-Ghafiqi (1150), d'Ishak bin Imaran (907) et d'Al Kalkashandi 'XIVe siècle). Le voyageur chinois Xuanzang mentionne la ville de Puri où « les marchands partent pour des pays lointains ».

## Moyen Âge tardif

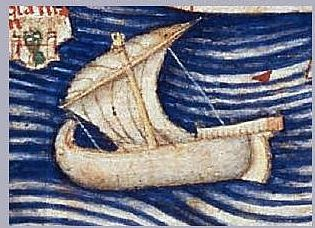
Navire indien tel qu'il apparaît sur la carte de Fra Mauro (1460).

Ma Huan (1413-1451) atteint Cochin et constate que des pièces indiennes (en), appelées fanam, sont émises à Cochin et pèsent au total un fen et un li selon les normes chinoises. Elles étaient de bonne qualité et pouvaient être échangés en Chine contre 15 pièces d'argent d'un poids de quatre li chacune.

### Route maritime
La route de la Soie maritime désigne la section maritime de la route de la soie historique qui relie la Chine à l'Asie du Sud-Est, à l'archipel indonésien, au sous-continent indien, à la péninsule arabique, jusqu'à l'Égypte et enfin à l'Europe.
La route commerciale englobe de nombreuses étendues d'eau, notamment la mer de Chine méridionale, le détroit de Malacca, l'océan Indien, le golfe du Bengale, la mer d'Arabie, le golfe Persique et la mer Rouge. La route maritime recoupe le commerce maritime historique de l'Asie du Sud-Est, le commerce des épices, le commerce de l'océan Indien et, après le VIIIe siècle, le réseau commercial naval arabe. Le réseau s'étend également vers l'est jusqu'à la mer de Chine orientale et la mer Jaune pour relier la Chine à la péninsule coréenne et à l'archipel japonais.

### Expansion des religions

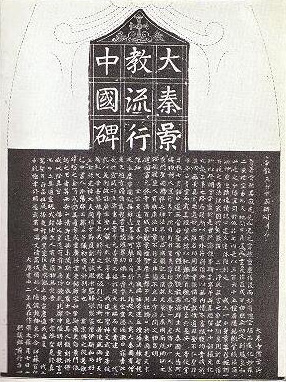
La stèle de Xi'an, créée en 781, décrit l'introduction du christianisme en Chine.

Richard Foltz, Xinru Liu (en) et d'autres ont décrit comment les activités commerciales menées le long de la route de la soie pendant de nombreux siècles ont facilité la transmission non seulement de marchandises, mais aussi d'idées et de cultures, notamment dans le domaine des religions. Le zoroastrisme, le judaïsme, le bouddhisme, le christianisme, le manichéisme et l'islam se sont tous répandus en Eurasie grâce à des réseaux commerciaux liés à des communautés religieuses spécifiques et à leurs institutions. En particulier, les monastères bouddhistes établis le long de la route de la soie offraient un refuge et une nouvelle religion aux étrangers.
Selon Jerry H. Bentley (en), la diffusion des religions et des traditions culturelles le long des routes de la soie a également conduit au syncrétisme. La rencontre entre les nomades chinois et les Xiongnu en est un exemple. Ces contacts interculturels improbables ont permis aux deux cultures de s'adapter l'une à l'autre. Les Xiongnu ont adopté les techniques agricoles, le style vestimentaire et le mode de vie chinois, tandis que les Chinois ont adopté les techniques militaires des Xiongnu, certains styles vestimentaires, la musique et la danse. Le plus surprenant des échanges culturels entre la Chine et les Xiongnu est que les soldats chinois ont parfois fait défection et se sont convertis au mode de vie des Xiongnu, et sont restés dans les steppes par crainte d'être punis.
La mobilité des nomades a joué un rôle essentiel en facilitant les contacts interrégionaux et les échanges culturels le long des anciennes routes de la soie,.

#### Transmission du bouddhisme

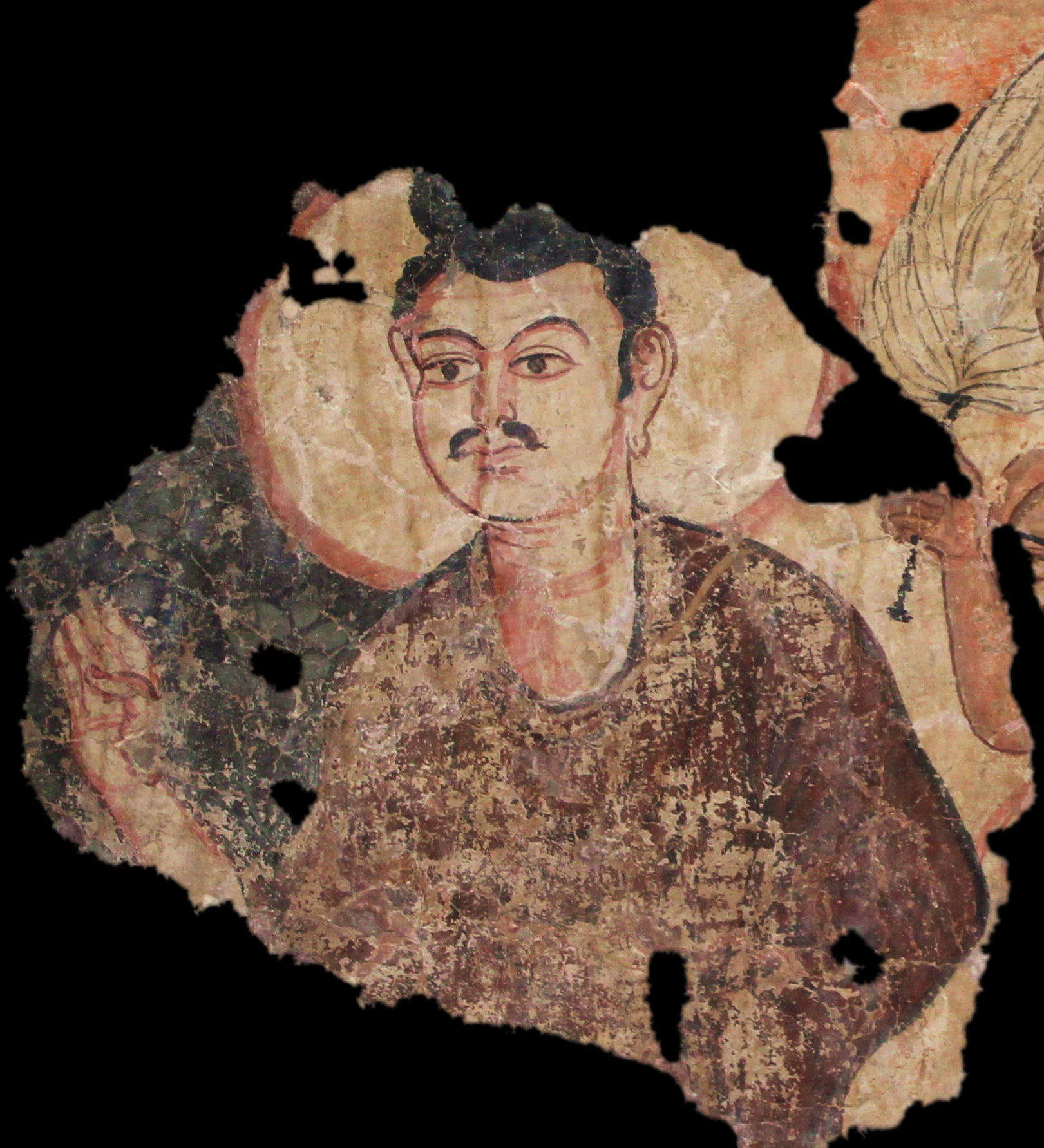
Fragment d'une peinture murale représentant Bouddha, provenant d'un stūpa à Miran, le long de la route de la soie (200-400).

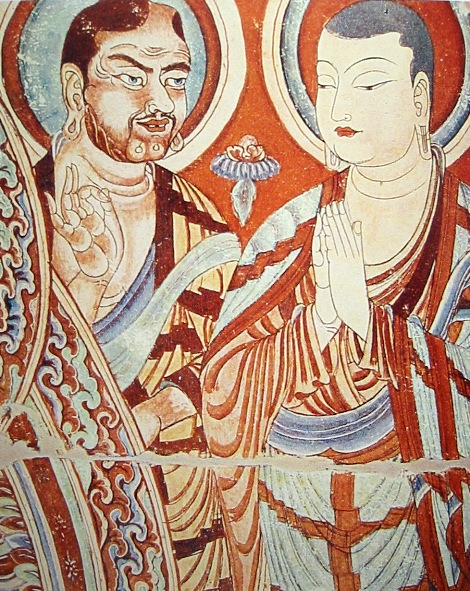
Un moine d'Asie centrale aux yeux bleus enseignant à un moine d'Asie orientale, Bezeklik, Tourfan, bassin oriental du Tarim, Chine, IXe siècle ; le moine de droite est peut-être tokharien, bien qu'il soit plus probable qu'il s'agisse d'un Sogdien,.

La transmission du bouddhisme en Chine par la route de la Soie a commencé au Ier siècle, selon le récit semi-légendaire d'un ambassadeur envoyé en Occident par l'empereur chinois Han Mingdi (58-75). Au cours de cette période, le bouddhisme commence à se répandre en Asie du Sud-Est, en Asie de l'Est et en Asie centrale. Le bouddhisme mahayana, le bouddhisme theravada et le bouddhisme tibétain sont les trois principales formes de bouddhisme qui se sont répandues en Asie par la route de la Soie.
Le mouvement bouddhiste est le premier mouvement missionnaire d'envergure dans l'histoire des religions du monde. Les missionnaires chinois réussissent à assimiler le bouddhisme, dans une certaine mesure, aux taoïstes chinois indigènes, ce qui permet de rapprocher les deux croyances. La communauté des disciples du Bouddha, le Sangha, est composée de moines et de laïcs, hommes et femmes. Ces personnes se déplacent à travers l'Inde et au-delà pour diffuser les idées de Bouddha. Au fur et à mesure que le nombre de membres du Sangha augmente, il devient coûteux, de sorte que seules les grandes villes peuvent se permettre de recevoir la visite du Bouddha et de ses disciples. On pense que sous le contrôle des Kouchans, le bouddhisme se répand en Chine et dans d'autres parties de l'Asie entre le milieu du Ier siècle et le milieu du IIIe siècle. Des contacts étendus commencent au IIe siècle, probablement à la suite de l'expansion de l'empire Kouchan sur le territoire du bassin du Tarim, grâce aux efforts missionnaires d'un grand nombre de moines bouddhistes vers les terres chinoises. Les premiers missionnaires et traducteurs des écritures bouddhistes en chinois sont des Parthes, des Kouchans, des Sogdiens ou des Koutchéens.

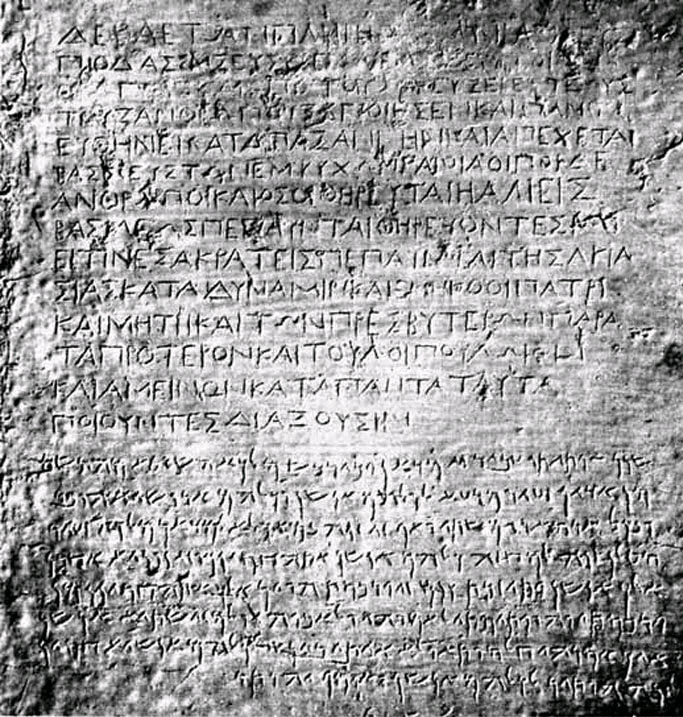
Édit bilingue (grec et araméen) du roi bouddhiste indien Ashoka, ; voir Édits d'Ashoka de Kandahar. Cet édit prône l'adoption de la « piété » en utilisant le terme grec Eusebeia pour Dharma. Musée de Kaboul.

La propagation du bouddhisme le long de la route de la soie entraîne notamment des déplacements et des conflits. Les Séleucides grecs sont exilés en Iran et en Asie centrale à cause d'une nouvelle dynastie iranienne, les Parthes, au début du IIe siècle av. J.-C., et les Parthes deviennent donc les nouveaux intermédiaires du commerce à une époque où les Romains sont les principaux clients de la soie. Les érudits parthes participent à l'une des premières traductions de textes bouddhistes en langue chinoise. La ville de Merv, son principal centre commercial sur la route de la soie, devient, en temps voulu et avec l'avènement du bouddhisme en Chine, un centre bouddhiste majeur au milieu du IIe siècle. L'empereur Ashoka de la dynastie Maurya (268-239 av. J.-C.) se convertit au bouddhisme et élève cette religion au rang de religion officielle dans son empire du nord de l'Inde.
À partir du IVe siècle, les pèlerins chinois commencent également à emprunter la route de la soie pour se rendre en Inde afin d'avoir un meilleur accès aux écritures bouddhiques originales, avec le pèlerinage de Faxian en Inde (395-414), puis celui de Xuanzang (629-644) et de Hyecho, qui voyagent de la Corée à l'Inde. Les voyages du prêtre Xuanzang sont romancés au XVIe siècle dans un roman d'aventure fantastique intitulé La Pérégrination vers l'Ouest, qui raconte les épreuves avec les démons et l'aide apportée par divers disciples au cours du voyage.

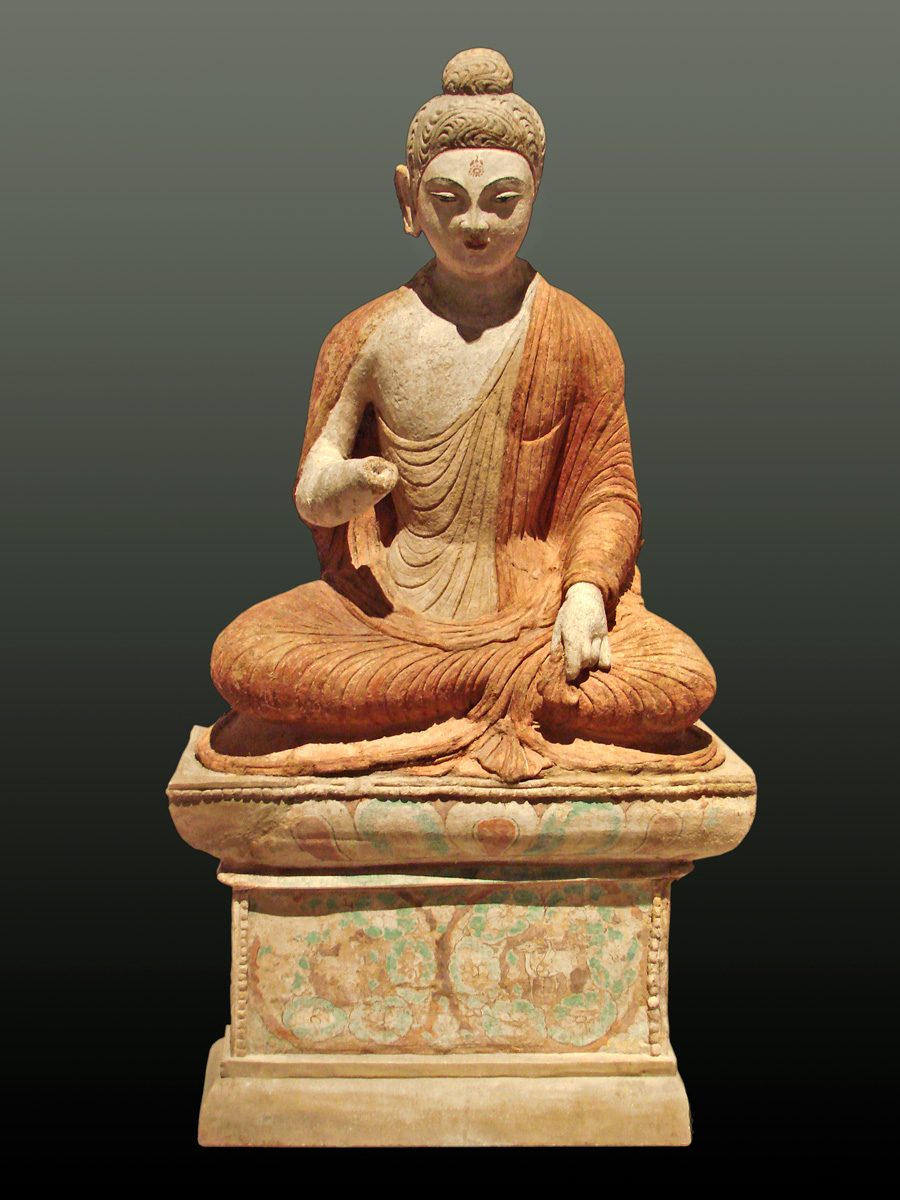
Statue représentant Bouddha prononçant un sermon, provenant de Sarnath, au sud-ouest d'Ürümqi, Xinjiang, VIIIe siècle.

De nombreuses écoles bouddhistes différentes voyagent sur la route de la soie. Les Dharmaguptakas et les Sarvastivadins sont deux des principales écoles Nikaya. Elles sont toutes deux remplacées par le Mahayana, également connu sous le nom de « Grand Véhicule ». Ce mouvement du bouddhisme gagne d'abord en influence dans la région du Khotan. Le Mahayana, qui est plus un « mouvement pan-bouddhiste » qu'une école de bouddhisme, semble être né dans le nord-ouest de l'Inde ou en Asie centrale. Il se forme au cours du Ier siècle av. J.-C. et est d'abord de petite taille, et les origines de ce « Grand Véhicule » ne sont pas tout à fait claires. Certains textes du Mahayana sont retrouvés dans le nord du Pakistan, mais on pense toujours que les textes principaux ont été composés en Asie centrale, le long de la route de la soie. Ces différentes écoles et mouvements bouddhistes sont le résultat des influences et croyances diverses et complexes sur la Route de la Soie. L'essor du bouddhisme mahayana modifie l'orientation initiale du développement du bouddhisme. Cette forme de bouddhisme met l'accent, comme le dit Xinru Liu, sur « le caractère insaisissable de la réalité physique, y compris de la richesse matérielle ». Il insiste également sur la nécessité de se débarrasser des désirs matériels jusqu'à un certain point, ce qui est souvent difficile à comprendre pour les adeptes.
Au cours des Ve et VIe siècles, les marchands jouent un rôle important dans la diffusion de la religion, en particulier du bouddhisme. Les marchands trouvent dans les enseignements moraux et éthiques du bouddhisme une alternative attrayante aux religions précédentes. Ils soutiennent donc les monastères bouddhistes le long de la route de la soie et, en retour, les bouddhistes offrent aux marchands un endroit où loger lorsqu'ils voyagent d'une ville à l'autre. En conséquence, les marchands propagent le bouddhisme à l'occasion de rencontres avec des étrangers au cours de leurs voyages. Les marchands contribuent également à l'établissement d'une diaspora au sein des communautés qu'ils rencontrent et, au fil du temps, leurs cultures se fondent sur le bouddhisme. En conséquence, ces communautés deviennent des centres d'alphabétisation et de culture, avec des marchés bien organisés, des lieux d'hébergement et de stockage. La conversion volontaire des élites dirigeantes chinoises contribue à la diffusion du bouddhisme en Asie de l'Est et permet au bouddhisme de se répandre dans la société chinoise. La transmission du bouddhisme par la route de la soie s'arrête pour l'essentiel au VIIe siècle avec la montée de l'islam en Asie centrale.

## Brunei

### Royaumes hindou-bouddhistes (? - ~1400)
L'histoire de Brunei avant l'arrivée des navires de Magellan en 1519-1522 est basée sur l'interprétation de sources chinoises et de légendes locales. Les historiens pensent que l'actuel sultanat de Brunei est précédé d'un État hindou-bouddhiste indianisé. L'un de ces États, le Vijayapura aurait existé dans le nord-ouest de Bornéo au VIIe siècle. Il s'agit probablement d'un État sujet du puissant empire hindou-bouddhiste indianisé de Sriwijaya, basé à Sumatra. Un État appelé Po-ni (pinyin : Boni) le précède. Au Xe siècle, Po-ni a des contacts avec la dynastie Song et, à un moment donné, établit même une relation tributaire avec la Chine. Au XIVe siècle, Po-ni tombe également sous l'influence de l'empire javanais hindouiste indianisé de Majapahit. Le Nagarakertagama, écrit par Prapanca en 1365, mentionne Berune comme un état vassal de Majahpahit. Cependant, il se peut que cette relation n'ait été que symbolique, car on raconte que le tribut annuel dû à Majahpahit était une jarre de jus d'arec obtenu à partir des jeunes noix vertes du palmier d'arec. La dynastie Ming reprend les communications avec Po-ni dans les années 1370 et le souverain de Po-ni, Ma-na-jih-chia-na, visite la capitale des Ming, Nanjing, en 1408 et y meurt ; sa tombe (en) est redécouverte au XXe siècle et est aujourd'hui un monument protégé.

### Sultanat musulman indianisé (~1400 - aujourd'hui)
En 1402, le sultan Muhammad Shah meurt, il est le premier à se convertir de l'hindouisme à l'islam, et son nom avant la conversion était Awang Alak Betatar.

## Birmanie (Myanmar)
À l'extrémité occidentale de l'Asie du Sud-Est, la Basse-Birmanie est occupée par les Mon, dont on pense qu'ils sont originaires de l'ouest de la Chine. En Basse-Birmanie, ils ont supplanté un peuple antérieur : les Pyu, dont on sait peu de choses, si ce n'est qu'ils pratiquaient l'hindouisme.

### Arrivée du bouddhisme et impact de la littérature indienne (IIIesiècle)
Fortement influencés par leurs contacts avec les commerçants indiens au cours du IIIe siècle av. J.-C., les Mons adoptent la littérature et l'art indiens, ainsi que la religion bouddhiste. Les Mons constituent l'une des premières civilisations connues en Asie du Sud-Est. Ils se composent de plusieurs royaumes qui s'étendent de la Basse-Birmanie jusqu'à une grande partie de la Thaïlande, où ils fondent le royaume de Dvâravatî. Leurs principaux établissements en Birmanie sont le royaume de Thaton et Pégou.

### Royaumes bouddhistes tibéto-birmans (XIe–XIIIesiècle)
À partir du IXe siècle environ, des tribus tibéto-birmanes se déplacent vers le sud depuis les collines situées à l'est du Tibet jusqu'à la plaine de l'Irrawaddy. Elles fondent leur capitale à Bagan, en Haute-Birmanie, au Xe siècle. Elles finissent par absorber les Môns, leurs villes et adoptent la civilisation Môn et le bouddhisme. Le royaume de Pagan unifie toute la Birmanie pendant 200 ans, du XIe au XIIIe siècle. L'apogée de sa puissance se situe sous le règne du roi Anawratha (1044-1077), qui conquiert le royaume môn de Thaton. Le roi Anawratha construit de nombreux temples qui font la renommée de Bagan. On estime que la ville comptait autrefois quelque 13 000 temples, dont 5 000 subsistent encore.

### XIIIe–XXIesiècle
Au XIVe siècle, le sultanat de Delhi contrôle la quasi-totalité du territoire de l'Inde actuelle. Cependant, des envahisseurs venus d'Asie centrale affaiblissent et morcellent l'empire du sultanat avant qu'il ne soit balayé par les Moghols en 1526.

## Cambodge

### Funan

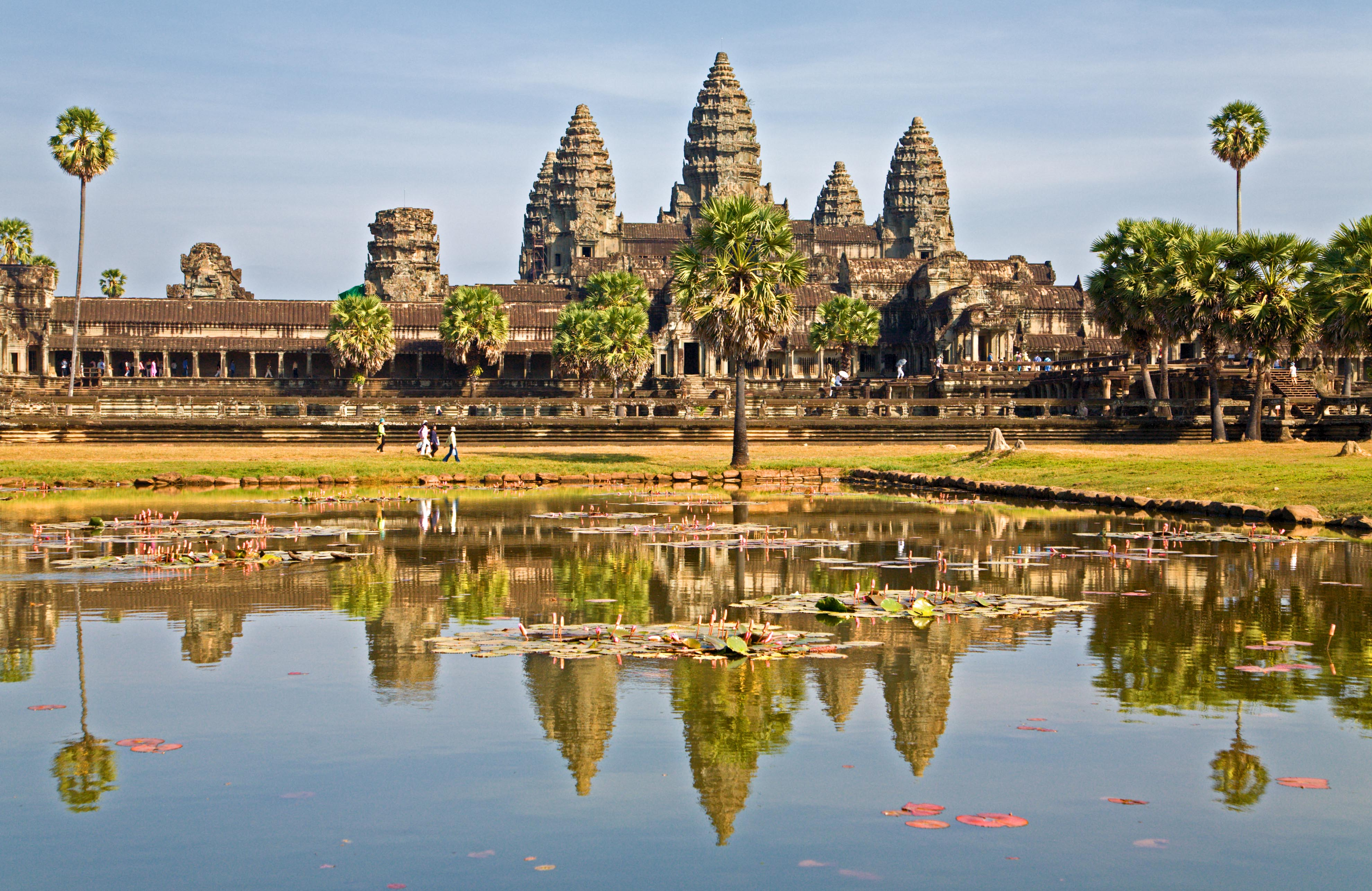
Angkor Wat

Le premier de ces États hindouisés à avoir acquis une grande importance est le royaume de Fou-nan, fondé au Ier siècle dans l'actuel Cambodge - selon la légende, après le mariage d'un moine bouddhiste marchand, Kaundinya Ier, avec la princesse Soma, fille du chef du clan local des Nāga. Funan prospère pendant quelque 500 ans. Elle entretient un commerce prospère avec l'Inde et la Chine, et ses ingénieurs mettent au point un vaste réseau de canaux. Une élite pratique l'art et la science en s'inspirant de la culture indienne.

### Chenla et Angkor
À la fin du VIe siècle, des luttes dynastiques provoquent l'effondrement de l'empire du Fou-nan. Un autre État hindou-khmer, le Chenla, lui succède jusqu'au IXe siècle. Un roi khmer, Jayavarman II (vers 800-850), établit alors une capitale à Angkor, au centre du Cambodge. Il fonde un culte qui identifie le roi au dieu hindou Shiva - l'un des trois dieux hindous, Brahma le créateur, Vishnu le conservateur, Shiva le dieu symbolisant la destruction et la reproduction. L'empire d'Angkor prospère du IXe au début du XIIIe siècle. Il atteint l'apogée de sa gloire sous Jayavarman VII à la fin du XIIe siècle, lorsque ses conquêtes s'étendent à la Thaïlande à l'ouest (où il a conquis le royaume môn de Dwaravati) et au Champa à l'est. Son monument le plus célèbre est le grand temple d'Angkor Vat, construit au début du XIIe siècle. Voilà qui résume la situation de l'Asie du Sud-Est continentale jusqu'au XIIe siècle. Entre-temps, à partir du VIe siècle environ et jusqu'au XIVe siècle, il y a une série de grands empires maritimes basés sur les îles indonésiennes de Sumatra et de Java. Au début, ces Indiens viennent principalement de l'ancien royaume de Kalinga, sur la côte sud-est de l'Inde. Les Indiens d'Indonésie sont toujours connus sous le nom de Klings, dérivé de Kalinga.

## Timor oriental
Les derniers Timorais ne sont pas des marins, mais des peuples axés sur la terre qui n'ont pas de contact avec d'autres îles et d'autres peuples par la mer. Le Timor fait partie d'une région de petites îles peuplées d'habitants également tournés vers la terre, qui constitue aujourd'hui l'est de l'Indonésie. Les contacts avec le monde extérieur se font par l'intermédiaire de réseaux de commerçants marins étrangers, venus de Chine et d'Inde, qui desservent l'archipel. Les produits extérieurs apportés dans la région comprennent des objets métalliques, du riz, des textiles fins et des pièces de monnaie échangés contre des épices locales, du bois de santal, de la corne de cerf, de la cire d'abeille et des esclaves.

### Royaumes hindou-bouddhistes indianisés

#### Empire javanais hindou-bouddhiste indianisé de Srivijaya (VIIe–XIIesiècle)
Les traditions orales des habitants de la principauté de Wehali (en) au Timor oriental mentionnent leur migration depuis Sina Mutin Malaka ou « Malacca blanche chinoise » (partie de l'empire indianisé hindou-bouddhiste de Sriwijaya) dans les temps anciens.

#### En tant que vassal de l'Empire javanais indianisé de Majapahit (XIIe–XVIesiècle)
Nagarakertagama, les chroniques de l'empire Majapahit, qualifient le Timor de tributaire, mais comme l'a écrit le chronologue portugais Tomé Pires au XVIe siècle, toutes les îles situées à l'est de Java étaient appelées « Timor ». Les nationalistes indonésiens ont utilisé les chroniques de Majapahit pour revendiquer le rattachement du Timor oriental à l'Indonésie.

##### Commerce avec la Chine
Le Timor est mentionné dans l'ouvrage chinois du XIIIe siècle Zhufan Zhi, où il est appelé Ti-wu et noté pour son bois de santal. Il est appelé Ti-men dans l'Histoire des Song de 1345. Vers 1350, Wang Dayuan parle d'un Ku-li Ti-men, qui est une corruption de Giri Timor, c'est-à-dire l'île de Timor. Giri vient de « montagne » en sanskrit, d'où « île montagneuse de Timor ».

##### Chefferies et principautés
Les premiers explorateurs européens rapportent que l'île compte un certain nombre de petites chefferies ou de principautés au début du XVIe siècle. L'un des plus importants est le royaume de Wehali (en) ou Wehale, au centre du Timor, auquel sont rattachés les groupes ethniques Tetum, Bunak (en) et Kemak (en).

### Colonisation européenne et christianisation (à partir duXVIesiècle)
Dès le début du XVIe siècle, les colons européens ; les Hollandais à l'ouest de l'île, les Portugais à l'est ; vont diviser l'île, isolant les Timorais de l'Est du reste de l'archipel.

## Indonésie

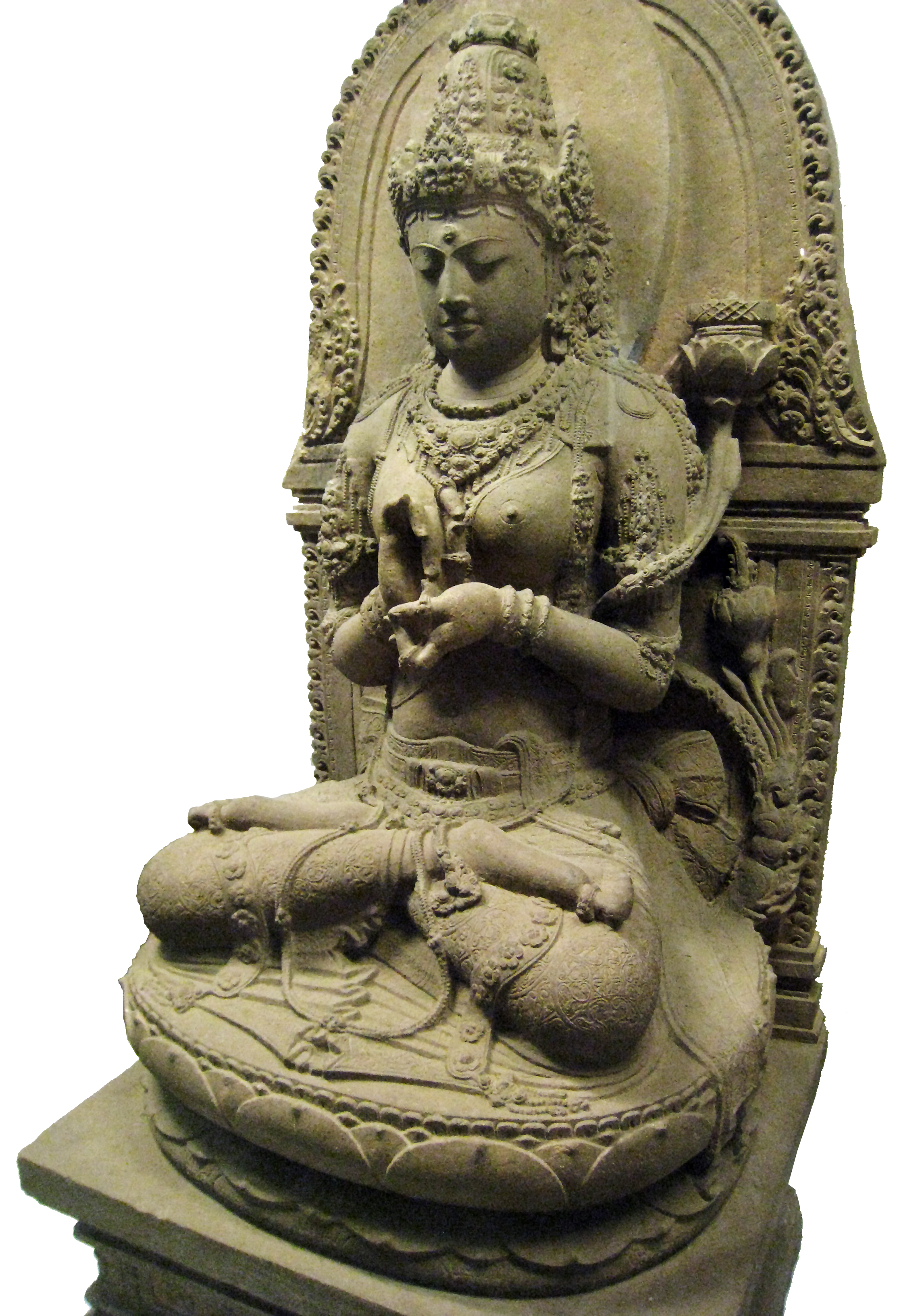
Statue de Prajñāpāramitā datant du XIIIe siècle à Singasari, Java oriental, assise en position du lotus sur un trône de lotus et exécutant le dharmachakra-mudra.

Pendant plus d'un millénaire environ, du Ve au XVe siècle, les différents États et empires indianisés prospèrent dans l'archipel indonésien, de l'époque de Tarumanagara à celle de Majapahit. Bien qu'ils aient été fondés par les premiers colons indiens ou par des populations autochtones ayant adopté la culture indienne et entretenant des contacts diplomatiques avec l'Inde, ces royaumes hindous-bouddhistes archipélagiques restent politiquement indépendants des royaumes du sous-continent indien.

### Empire de Sriwijaya
L'archipel indonésien voit naître les empires hindou-bouddhiste de Sumatra et de Java. Dans les îles de l'Asie du Sud-Est, l'un des premiers États organisés à s'illustrer est le royaume malais bouddhiste de Sriwijaya, dont la capitale se trouve à Palembang, dans le sud de Sumatra. Sa prééminence commerciale repose sur la maîtrise de la route maritime reliant l'Inde à la Chine entre Sumatra et la péninsule malaise (connue plus tard sous le nom de détroit de Malacca). Aux VIe et VIIe siècles, Sriwijaya succède au Funan en tant que principal État d'Asie du Sud-Est. Son souverain est le maître de la péninsule malaise et de l'ouest de Java, ainsi que de Sumatra. À l'époque de Sriwijaya, le bouddhisme s'y est fermement implanté.

### Dynastie Sailendra

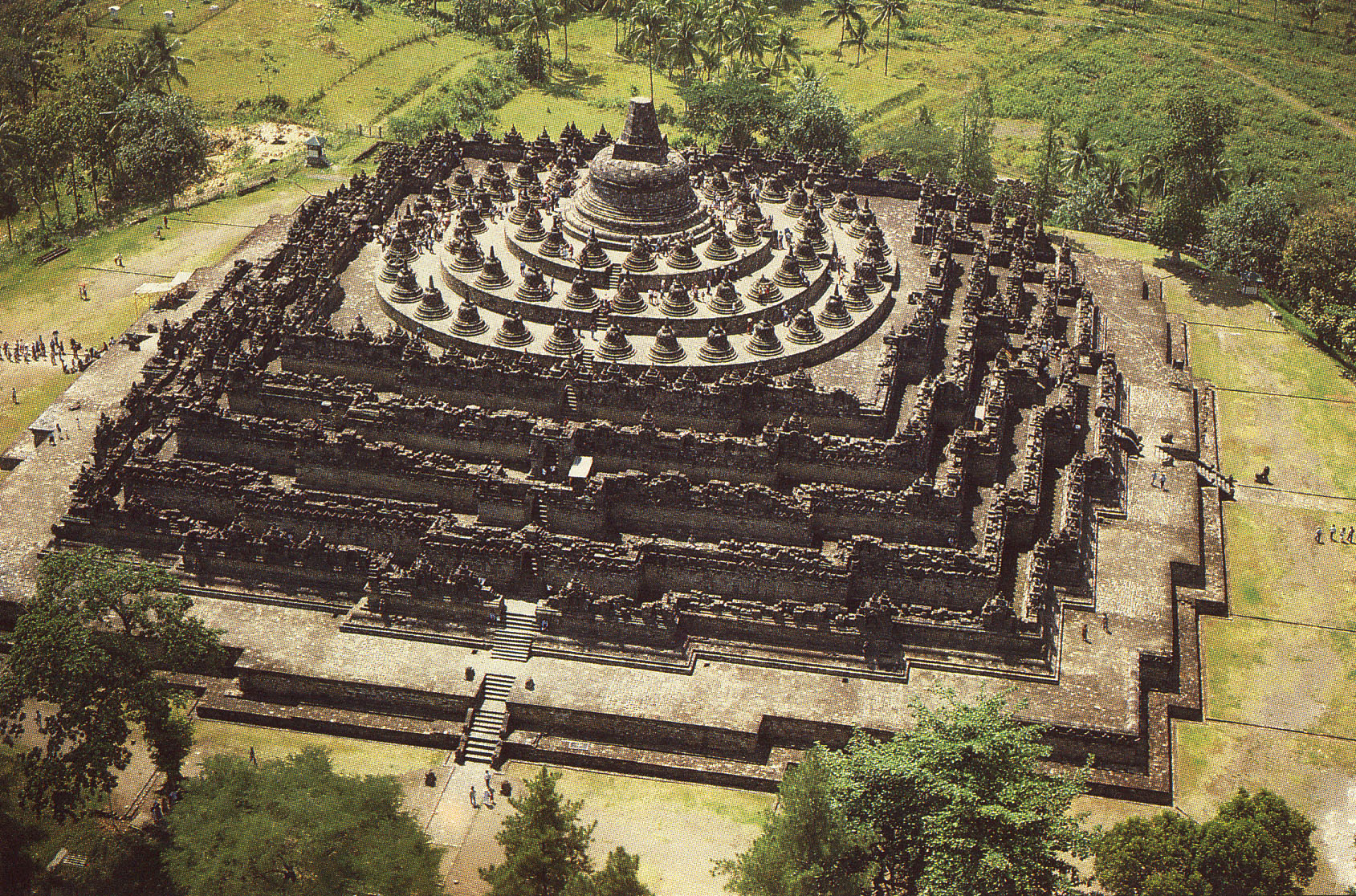
Vue aérienne du Borobudur (IXe siècle), les stūpas élaborés ont pris la forme d'une pyramide à degrés et d'un plan de mandala, construits par le roi Samaratungga de la dynastie Sailendra, souverain du royaume de Mataram.

L'expansion de Sriwijaya se heurte à la résistance de l'est de Java, où se développe la puissante dynastie bouddhiste des Sailendra. À partir du VIIe siècle, la construction de temples connaît une grande activité dans le centre de Java. Les ruines les plus impressionnantes se trouvent à Borobudur, considéré comme le plus grand temple bouddhiste du monde. La domination des Sailendra s'étend au sud de Sumatra, à la péninsule malaise et au Cambodge (où elle est remplacée par le royaume angkorien). Au IXe siècle, les Sailendras s'installent à Sumatra, et l'union de Sriwijaya et des Sailendras forme un empire qui domine une grande partie de l'Asie du Sud-Est pendant les cinq siècles suivants. Après 500 ans de suprématie, Sriwijaya est supplanté par Majapahit.

### Royaume de Mataram

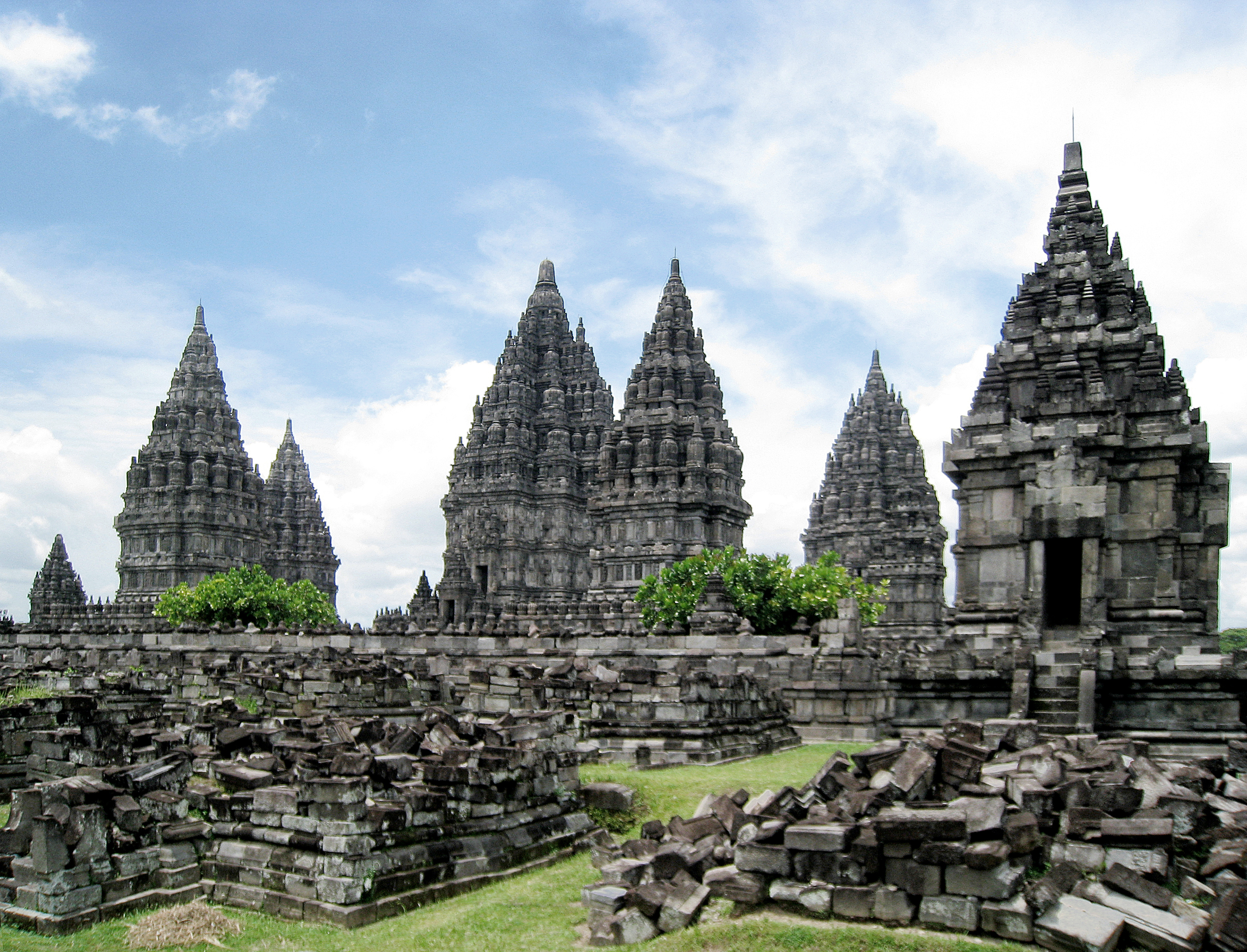
Le temple shivaïste du IXe siècle de Prambanan, dans le centre de Java, près de Yogyakarta, est le plus grand temple hindou d'Indonésie.

Au Xe siècle, Mataram conteste la suprématie de Sriwijaya, ce qui entraîne la destruction de la capitale de Mataram par Sriwijaya au début du XIe siècle. Restauré par le roi Airlangga (vers 1020-1050), le royaume se divise à sa mort et le nouvel État de Kediri est formé dans l'est de Java.

### Royaume de Kediri
Le royaume de Kediri étend son influence à la partie orientale de l'Asie du Sud-Est et devient le centre de la culture javanaise pour les deux siècles suivants. Le commerce des épices prend de plus en plus d'importance, car la demande des pays européens en la matière ne cesse de croître. Avant d'apprendre à garder les moutons et le bétail en vie pendant l'hiver, les Javanais devaient manger de la viande salée, rendue savoureuse par l'ajout d'épices. L'une des principales sources d'approvisionnement était les Moluques (ou « îles aux épices »), en Indonésie, et Kediri devient une puissante nation commerçante.

### Royaume de Singasari
Au XIIIe siècle, cependant, la dynastie Kediri est renversé par une révolution et le royaume de Singasari voit le jour dans l'est de Java. Les domaines de ce nouvel État s'étendent sous le règne de son roi-guerrier Kertanagara. Il est tué par un prince de la précédente dynastie Kediri, qui établit alors le dernier grand royaume hindou-javanais, Majapahit.

### Empire Majapahit
Avec le départ des Sailendras et la chute de Singhasari, le nouveau royaume Majapahit apparaît dans l'est de Java, qui passe du bouddhisme à l'hindouisme. Au milieu du XIVe siècle, Majapahit contrôle la majeure partie de Java, Sumatra et la péninsule malaise, une partie de Bornéo, les Célèbes méridionales et les Moluques. Elle exerce également une influence considérable sur le continent.

## Laos

### Royaume de Fou-nan
Le premier royaume indigène à voir le jour en Indochine est désigné dans les histoires chinoises sous le nom de royaume de Fou-nan et englobe une région du Cambodge moderne, ainsi que les côtes du sud du Viêt Nam et du sud de la Thaïlande depuis le Ier siècle. Le Fou-nan est un royaume indianisé qui a intégré des aspects essentiels des institutions, de la religion, de l'administration, de la culture, de l'épigraphie, de l'écriture et de l'architecture de l'Inde et qui s'est engagé dans un commerce profitable dans l'océan Indien,.

### Royaume de Champa
Au IIe siècle, des colons austronésiens ont établi un royaume indien connu sous le nom de Champa le long de l'actuel centre du Viêt Nam. Le peuple Cham établit les premières colonies près de l'actuel Champasak au Laos. Le Funan s'étend et englobe la région de Champassak au VIe siècle, lorsqu'il est remplacé par le Chenla, l'État qui lui succède. Le Chenla occupe de vastes zones du Laos actuel et constitue le plus ancien royaume sur le sol laotien,.

### Royaume de Chenla
La capitale des premiers Chenla est Shrestapura, située à proximité de Champassak et du site de Vat Phou, inscrit au patrimoine mondial de l'UNESCO. Vat Phou est un vaste complexe de temples dans le sud du Laos qui combine un environnement naturel avec des structures de grès ornées, qui sont entretenues et embellies par les peuples Chenla jusqu'à l'an 900, puis redécouvertes et embellies par les Khmers au Xe siècle. Au VIIIe siècle, le Chenla se divise en « Chenla terrestre », situé au Laos, et en « Chenla maritime », fondé par Mahendravarman près de Sambor Prei Kuk, au Cambodge. Le Chenla terrestre est connu des Chinois sous le nom de « Po Lou » ou « Wen Dan » et envoie une mission commerciale à la cour de la dynastie Tang en 717. Le Chenla maritime subit des attaques répétées de la part du Champa, des royaumes maritimes Medang d'Indonésie basés à Java, et enfin des pirates. De cette instabilité émergent les Khmers.

### Empire khmer
Sous le règne de Jayavarman II, l'empire khmer commence à prendre forme au IXe siècle,.

### Royaumes Dvâravatî
Dans la région qui constitue aujourd'hui le nord et le centre du Laos, ainsi que le nord-est de la Thaïlande, les Môns établissent leurs propres royaumes au cours du VIIIe siècle, hors de portée des royaumes du Chenla. Au VIe siècle, dans la vallée du Chao Phraya, les môns se sont regroupés pour créer les royaumes Dvâravatî. Au VIIIe siècle, Sri Gotapura (Sikhottabong) est la plus puissante de ces premières cités-états et contrôle le commerce dans toute la région du Mékong moyen. Les cités-états ont des liens politiques assez lâches, mais sont culturellement similaires et introduisent le bouddhisme Theravada des missionnaires sri-lankais dans toute la région,.

## Malaisie
La péninsule Malaise est colonisée par des populations préhistoriques il y a 80 000 ans. Un autre groupe de peuples, les deutro-malais, migre du sud de la Chine il y a environ 10 000 ans. À leur arrivée dans la péninsule, certains d'entre eux se mélangent aux Australoïdes. C'est ce qui donne l'apparence des Malais. Il a été suggéré que les anciens Dravidiens qui ont visité la péninsule malaise et Sumatra ont nommé les peuples de la péninsule malaise et de Sumatra Malay ur, ce qui signifie « collines et villes », en se basant sur le terrain géographique de la Malaisie péninsulaire et de Sumatra. Ptolémée (grec : Κλαύδιος Πτολεμαῖος ; v. 90 - v. 168), est un géographe, astronome et astrologue grec qui avait écrit sur la Chersonèse d'or, ce qui indique que le commerce avec le sous-continent indien et la Chine existe depuis le Ier siècle. Des archéologues ont trouvé dans la vallée de Bujang des vestiges et des ruines datant de 110 ans. On pense qu'il s'agit de la plus ancienne civilisation d'Asie du Sud-Est influencée par les anciens Indiens.
L'hindouisme et le bouddhisme indiens dominent les débuts de l'histoire régionale, atteignant leur apogée sous le règne de la civilisation Sriwijaya, basée à Sumatra, dont l'influence s'étend à Sumatra, Java, la péninsule Malaise et une grande partie de Bornéo du VIIe au XIIIe siècles. Cette civilisation est ensuite progressivement vaincue et convertie à l'islam aux XIVe et XVe siècles, avant le début de la colonisation européenne au XVIe siècle.

### Royaumes hindous-bouddhistes indianisés (duIIIesiècleav. J.-C.auXIVesiècle)

#### Premiers échanges commerciaux et établissements indiens
Au cours du premier millénaire de notre ère, les Malais deviennent le peuple dominant de la péninsule. Les premiers petits États qui se constituent sont fortement influencés par la culture indienne, comme la majeure partie de l'Asie du Sud-Est. L'influence indienne dans la région remonte au moins au IIIe siècle av. J.-C. La culture tamoule est diffusée en Asie du Sud-Est par la dynastie tamoule des Pallavas aux IVe et Ve siècles.

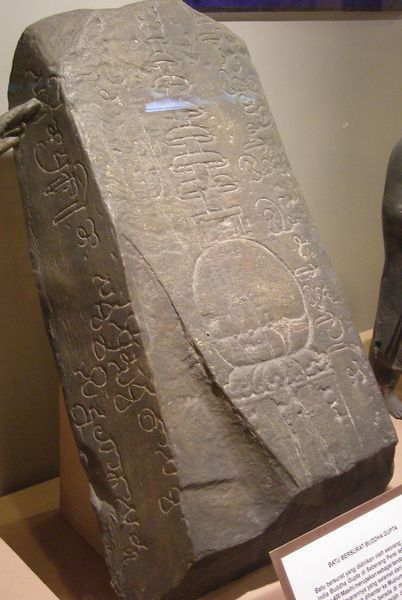
La pierre de Buddha-Gupta, datant des IVe siècle et Ve siècle siècles, est dédiée par un marchand indien, Buddha Gupta, en guise de remerciement pour son arrivée à bon port après un voyage dans la péninsule malaise. Elle est trouvée à Seberang Perai, en Malaisie, et est conservée au Musée national de Calcutta, en Inde.

Dans la littérature indienne ancienne, le terme Suvarnadvipa ou « péninsule d'or » est utilisé dans le Ramayana, et certains avancent qu'il pourrait s'agir d'une référence à la péninsule malaise. L'ancien texte indien Vayu Purana (en) mentionne également un lieu appelé « Malayadvipa » où l'on peut trouver des mines d'or, et ce terme est proposé comme désignant peut-être Sumatra et la péninsule malaise. La péninsule malaise figure sur la carte (en) de Ptolémée sous le nom de « Chersonèse d'Or ». Il désigne le détroit de Malacca par le terme Sinus Sabaricus.
Les relations commerciales entre la Chine et l'Inde sont établies au Ier siècle av. J.-C.. Des tessons de poterie chinoise sont trouvés à Bornéo et datent du Ier siècle après l'expansion vers le sud de la dynastie Han. Au cours des premiers siècles du premier millénaire, les habitants de la péninsule malaise adoptent les religions indiennes de l'hindouisme et du bouddhisme, religions qui ont un effet majeur sur la langue et la culture des habitants de la Malaisie. Le système d'écriture sanskrit est utilisé dès le IVe siècle.

#### Royaumes malais hindous indianisés (IIIeauVIIesiècles
Au cours des IIe et IIIe siècles, il existe de nombreux royaumes malais, jusqu'à 30, principalement basés sur la côte orientale de la péninsule malaise. L'ancien royaume de Langkasuka (en), situé dans le nord de la péninsule malaise et basé sur la côte ouest, figure parmi les premiers royaumes connus de la péninsule malaise. Il est étroitement lié au Fou-nan au Cambodge, qui règne également sur une partie du nord de la Malaisie jusqu'au VIe siècle. Au Ve siècle, le royaume de Pahang (en) est mentionné dans le Livre des Song. Selon les Sejarah Melayu (en) (Annales malaises), le prince khmer Raja Ganji Sarjuna fonde le royaume de Gangga Negara (en) (aujourd'hui Beruas (en), Perak) dans les années 700. Les chroniques chinoises du Ve siècle parlent d'un grand port dans le sud appelé Guantoli (en), qui aurait été situé dans le détroit de Malacca. Au VIIe siècle, un nouveau port appelé Shilifoshi est mentionné, et l'on pense qu'il s'agit d'une traduction chinoise de Sriwijaya.

#### Royaumes malais hindous et bouddhistes indianisés, vassaux de l'empire Srivijaya (VIIe–XIIIesiècle)
Entre le VIIe et le XIIIe siècles, une grande partie de la péninsule Malaise est sous l'empire bouddhiste de Sriwijaya. On pense que le centre de Sriwijaya se trouve à l'embouchure d'une rivière dans l'est de Sumatra, près de ce qui est aujourd'hui Palembang. Pendant plus de six siècles, les maharajahs de Sriwijaya dirigent un empire maritime qui devient la principale puissance de l'archipel. L'empire est fondé sur le commerce, les rois locaux (dhatus ou chefs de communauté) prêtant serment d'allégeance au seigneur central en vue d'un profit mutuel.

##### Relations entre l'empire Srivijaya et l'empire Chola

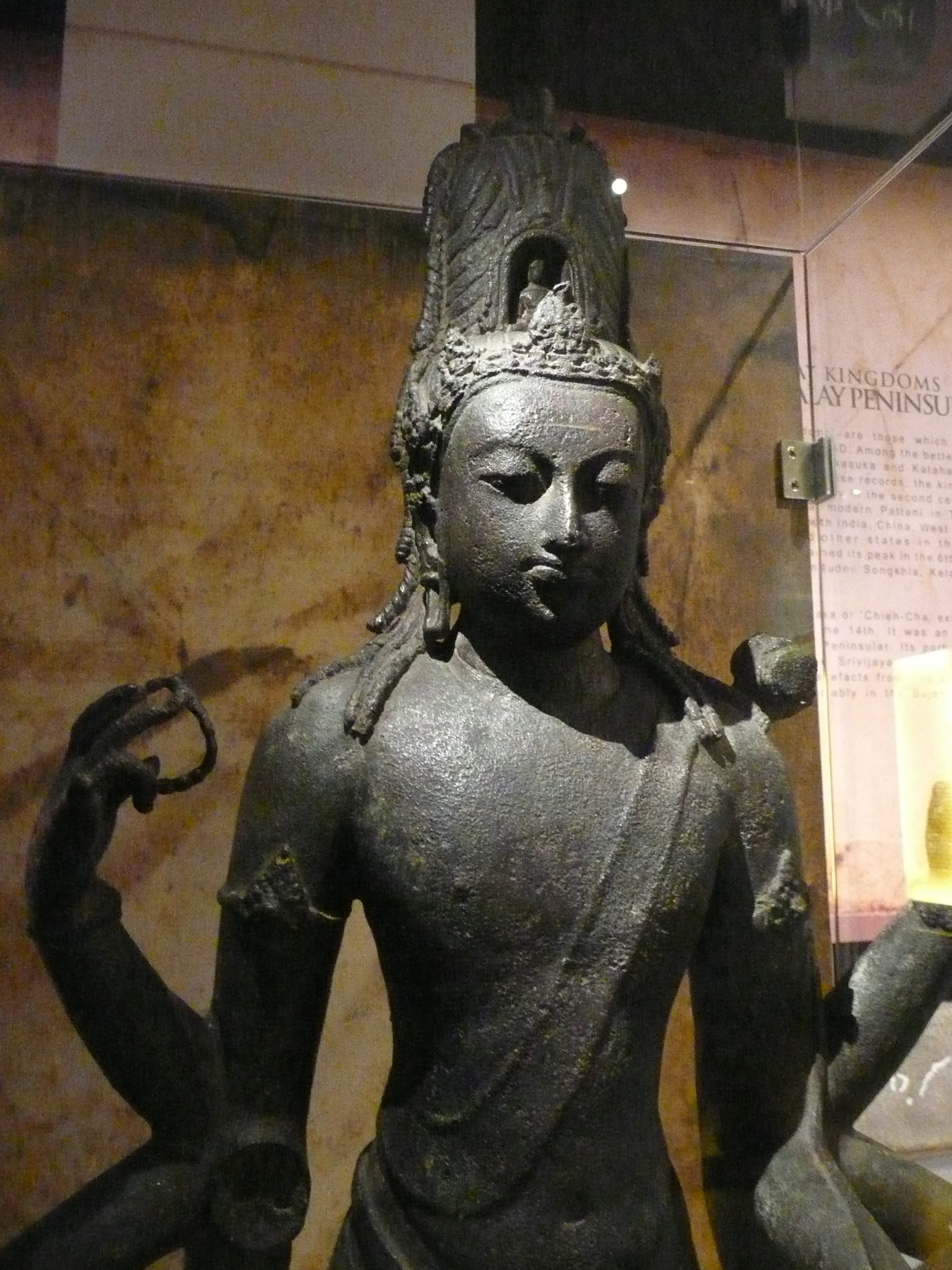
Statue d'Avalokiteshvara trouvée à Perak, VIIIe siècle-IXe siècle siècles en bronze.

L'empire Chola a également eu un impact profond sur l'Asie du Sud-Est, avec la campagne de Rajendra Ier en Asie du Sud-Est (en) et l'invasion de Sriwijaya par les Chola.
Les relations entre Sriwijaya et l'empire Chola du sud de l'Inde sont amicales sous le règne de Rajaraja Ier, mais sous le règne de Rajendra Ier, l'empire Chola envahit les villes de Sriwijaya (en).
En 1025 et 1026, Gangga Negara est attaqué par Rajendra Ier de l'empire Chola, l'empereur tamoul (en) dont on pense aujourd'hui qu'il a mis Kota Gelanggi (en) à sac. Kedah - connu sous le nom de Kedaram, Cheh-Cha (selon I-Ching) ou Kataha, en ancien Pallava ou sanskrit - se trouve sur la route directe des invasions et est gouverné par les Cholas à partir de 1025. Une deuxième invasion est menée par Virarajendra (en), de la dynastie Chola, qui conquiert Kedah à la fin du XIe siècle. Il doit également réprimer une rébellion de Kedah pour renverser d'autres envahisseurs. L'arrivée des Chola réduit la majesté de Sriwijaya, qui a exercé son influence sur Kedah, Patani et jusqu'à Ligor. Sous le règne de Kulothunga Ier (en), la suzeraineté chola s'établit sur la province de Kedah, à la fin du XIe siècle. L'expédition des empereurs Chola a tellement impressionné les Malais de l'époque médiévale que leur nom est mentionné sous la forme corrompue de Raja Chulan dans la chronique médiévale malaise Sejarah Melaya,,. Aujourd'hui encore, la Malaisie se souvient de la domination des Chola, puisque de nombreux princes malaisiens (en) portent des noms se terminant par Cholan ou Chulan, comme le Raja de Perak, appelé Raja Chulan (en),.
Paṭṭiṉappālai (en), un poème tamoul du IIe siècle, décrit les marchandises de Kedaram (en) entassées dans les larges rues de la capitale Chola. Un drame indien du VIIe siècle, Kaumudhimahotsva, fait référence à Kedah sous le nom de Kataha-nagari. L'Agnipurana mentionne également un territoire connu sous le nom d'« Anda-Kataha », dont l'une des frontières est délimitée par un pic qui, selon les spécialistes, est le Gunung Jerai (en). Les récits du Katasaritasagaram décrivent l'élégance de la vie à Kataha. Le royaume bouddhiste de Ligor (en) prend le contrôle de Kedah peu de temps après. Son roi Chandrabhanu (en) l'utilise comme base pour attaquer le Sri Lanka au XIe siècle et règne sur les parties septentrionales, un événement mentionné dans une inscription en pierre à Nagapattinum au Tamil Nadu et dans les chroniques sri-lankaises, Mahavamsa.

##### Déclin de l'empire Sriwijaya et conflits entre sa capitale et ses anciens états vassaux (XIIe–XIIIesiècle)
À certains moments, le royaume khmer, le royaume siamois et même le royaume de Chola ont tenté d'exercer un contrôle sur les petits États malais. Le pouvoir de Sriwijaya décline à partir du XIIe siècle, à mesure que les relations entre la capitale et ses États vassaux se détériorent. Les guerres avec les Javanais l'amènent à demander l'aide de la Chine, et il est possible qu'il mène également des guerres avec les États indiens. Au XIe siècle, le centre du pouvoir se déplace vers Malayu, un port qui est peut-être situé plus haut sur la côte de Sumatra, près du Batang Hari. Le pouvoir des maharajas bouddhistes est encore affaibli par la propagation de l'islam (id). Les régions converties très tôt à l'islam, comme Aceh, se détachent du contrôle de Sriwijaya. À la fin du XIIIe siècle, les rois siamois de Sukhothaï placent la majeure partie de la Malaisie sous leur autorité. Au XIVe siècle, l'empire hindouiste Majapahit, basé à Java, prend possession de la péninsule.

### Défaite et conversion aux sultanats islamiques auxXIVeetXVesiècles
Le premier sultanat islamique est créé au XIVe siècle. L'adoption de l'islam au XIVe siècle voit la naissance d'un certain nombre de sultanats, dont le plus important est le sultanat de Malacca. L'islam exerce une profonde influence sur le peuple malais.

### Colonisation européenne et ère moderne (XVIe–XXesiècle)
Les Portugais sont la première puissance coloniale européenne à s'établir dans la péninsule malaise et en Asie du Sud-Est, en s'emparant de Malacca en 1511, suivis par les Néerlandais en 1641. Cependant, ce sont les Britanniques qui, après avoir établi des bases à Jesselton, Kuching, Penang et Singapour, assurent finalement leur hégémonie sur le territoire qui constitue aujourd'hui la Malaisie. Le traité de Londres de 1824 définit les frontières entre la Malaisie britannique et les Indes orientales néerlandaises (qui sont devenues l'Indonésie). La quatrième phase de l'influence étrangère est l'immigration de travailleurs chinois et indiens pour répondre aux besoins de l'économie coloniale créée par les Britanniques dans la péninsule malaise et à Bornéo.

## Philippines

### Royaumes indianisés aux Philippines
- Luzon 
  - Autour de Manille et du Pasig se trouvent trois chefferies qui étaient auparavant hindoues et bouddhistes, puis islamiques et enfin subsumées et converties au catholicisme par les Espagnols au XVIe siècle.
    - Namayan (tl)
    - Royaume de Maynila
      - Rajah Sulayman (tl) (ou Sulayman III, 1558–1575), Rajah de Maynila
      - Rajah Matanda (tl) (1480–1572), souverain de Maynila, règne conjointement avec Rajah Sulayman (tl), leur cousin Lakandula (tl) règne sur Tondo. Rajah Sulayman est l'un des trois rois ayant régné sur une partie de la ville de Manille contemporaine. Il combat la tentative espagnole de colonisation des Philippines.

    - Tondo (tl) sur le Pasig dans l'actuelle métropole de Manille
      - Lakandula (tl), rajah cousin de Rajah Sulayman et Rajah Matanda
      - Inscription sur cuivre de Laguna, le plus ancien document écrit connu trouvé aux Philippines, en écriture indienne (en) kawi (en) avec des mots d'emprunt sanskrits.

  - Ma-i (tl), royaume hindou-bouddhiste de l'île de Mindoro, d'avant le Xe siècle jusqu'au XIVe siècle.
  - Sandao (tl), État vassal voisins de Ma-i près de Palawan
  - Pulilu (tl), autre État vassal de Ma-i, situé dans la province de Quezon
- Visayas
  - Cebu (tl) à Singhapala (en) (Mabolo dans la ville de Cebu, sur la crique Mahinga), capitale du sud de l'île de Cebu, est un royaume hindou fondé par Sri Lumay (en) ou Rajamuda Lumaya, un homme mi-malaisien, mi-tamoul, originaire de Sumatra. Cebu est annexé par les Espagnols au XVIe siècle.
    - Le roi Sri Lumay est à moitié tamoul et à moitié malais. Il se distingue par sa politique stricte de défense contre les pillards musulmans Moro et les esclavagistes de Mindanao. Son recours à la tactique de la terre brûlée pour repousser les envahisseurs donne à la ville le nom de Kang Sri Lumayang Sugbu (littéralement « la ville du grand feu de Sri Lumay »), qui est ensuite abrégé en Sugbu (« terre brûlée »).
    - Sri Bantug, roi et fils successeur de Sri Lumay
    - Humabon, roi et fils successeur de Sri Batung
      - Bataille de Mactan le 27 avril 1521 entre le Rajah Humabon et Ferdinand Magellan, au cours de laquelle Lapulapu se bat du côté du Rajah, entraînant la mort de Fernand de Magellan.
      - Fernand de Magellan, explorateur portugais engagé par l'empire espagnol

    - Rajah Tupas (tl) (Sri Tupas), neveu et successeur du Rajah Humabon, dernier à régner sur le royaume avant d'être subsumé par l'Espagnol Miguel López de Legazpi lors de la bataille de Cebu en 1565.
    - Système de castes : Au-dessous des dirigeants se trouvent les Timawa (tl), la classe guerrière féodale des anciennes sociétés Visayan des Philippines, qui sont considérés comme supérieurs aux uripon (en) (roturiers, serfs et esclaves) mais inférieurs aux Tumao (tl) (noblesse royale) dans la hiérarchie sociale Visayan. Ils sont à peu près semblables à la caste tagalog des maharlika (tl). Lapu Lapu est un Timawa (tl).
    - Un médaillon bouddhiste brut et une statue en cuivre d'une divinité hindoue, Ganesh, ont été découverts par Henry Otley Beyer en 1921 dans des sites anciens à Puerto Princesa, Palawan et à Mactan, Cebu[105]. La grossièreté des objets indique qu'il s'agit d'une reproduction locale. Malheureusement, ces icônes ont été détruites pendant la Seconde Guerre mondiale. Cependant, des photographies en noir et blanc de ces icônes subsistent.

  - Madya-as (tl), sur l'île de Panay, est une entité supra-baranganique du XIVe au XVIe siècles, jusqu'à ce qu'elle soit submergée par les Espagnols.
- Mindanao
  - Butuan (tl), dans le nord-est de Mindanao, est un royaume hindou qui existe déjà au Xe siècle. Selon le chercheur Eric Casino, son premier roi, nommé Rajah Kiling, n'est pas philippin et vient en fait d'Inde, Kiling étant le terme local pour désigner les Indiens. Dans la Malaisie voisine, le terme similaire Keling (en) désigne un immigrant originaire de l'Inde. Butuan prospère jusqu'à ce qu'elle soit envahie par les Espagnols au XVIe siècle.
  - Sanmalan (tl) dans la péninsule de Zamboanga :
    - Mont Diwata (en) : nommé d'après le concept de diwata des Philippines, basé sur le concept de divinité devata de l'hindouisme ;

  - Royaume de Kumalarang (en) à Kumalarang, Zamboanga del Sur
  - États confédérés de Lanao (tl) musulmans de Maguindanao, dans le nord-ouest de Mindanao, du XVe siècle à nos jours.
  - Sultanat de Maguindanao à Cotabato, dans l'extrême ouest de Mindanao, qui se sépare de ses ancêtres hindous Sriwijaya au XVIe siècle et règne jusqu'au début du XXe siècle. Converti à l'origine par le sultan de Johor au XVIe siècle, il conserve des liens de parenté informels avec ses parents hindous qui sont aujourd'hui vraisemblablement chrétiens.
  - Sultanat de Sulu, dans le sud-ouest de Mindanao, créé en 1457 par un explorateur musulman originaire de Johore, obtient son indépendance de l'empire de Brunei en 1578 et dure jusqu'en 1986. Il couvre également la région du nord-est de Bornéo, s'étendant de la baie de Marudu (ms) à Tepian Durian dans l'actuel Kalimantan.
  - Lupah Sug (en), un État hindou antérieur à l'établissement du sultanat de Sulu[106].
    - Principauté de Maimbung : État hindou, prédécesseur du sultanat musulman de Lupah Sug. Sulu s'appelle alors Lupah Sug[106]. La principauté de Maimbung, peuplée de Buranun (ou Budanon, qui signifie littéralement « habitants des montagnes »), est d'abord gouvernée par un certain raja qui prend le titre de Rajah Sipad le Vieux. Selon Majul, l'origine du titre de rajah sipad provient du sri pada hindou, qui symbolise l'autorité[107]. La principauté est instituée et gouvernée selon le système des rajahs. Sipad l'Ancien est remplacé par Sipad le Jeune.

### Les Indiens aux Philippines à l'époque coloniale
- 1762–1764 : Occupation britannique de Manille et Cavite
  - Bataille de Manille (1762) par les soldats indiens de la Compagnie des Indes orientales pendant la guerre anglo-espagnole (1761-1763) (en)
  - Cainta à Rizal : établissement historique de l'époque coloniale pour les cipayes indiens évadés de la Compagnie britannique des Indes orientales
- Indiens philippins (en) : Citoyens philippins ayant une partie ou la totalité de leur sang indien

### Artefacts hindous-bouddhistes indianisés essentiels découverts aux Philippines
- Luzon 
  - Inscription sur cuivre de Laguna à Luzon, le plus ancien document écrit connu trouvé aux Philippines, en écriture indienne (en) kawi (en) avec des mots empruntés au sanskrit.
  - Pendentif en or de la grotte de Tabon à Palawan, est une image de Garuda, l'oiseau aigle qui est la monture de la divinité hindoue Vishnou[108].
- Visayas
  - Médaillon bouddhiste du rajahnat de Cebu (tl) et statue en cuivre d'une divinité hindoue : Un médaillon bouddhiste brut et une statue en cuivre d'une divinité hindoue, Ganesh, ont été découverts par Henry Otley Beyer en 1921 dans des sites anciens à Puerto Princesa, Palawan et à Mactan, Cebu[105]. La grossièreté des objets indique qu'il s'agit d'une reproduction locale. Malheureusement, ces icônes ont été détruites pendant la Seconde Guerre mondiale. Cependant, des photographies en noir et blanc de ces icônes subsistent.
- Mindanao
  - La Tara d'or (Image d'Agusan (en)) du royaume de Butuan (tl) dans le nord-est de Mindanao est une statue d'or trouvée à Agusan del Sur dans le nord-est de Mindanao.

## Singapour
L'astronome gréco-romain Ptolémée (90 – 168) identifie un lieu appelé Sabana à l'extrémité de la Chersonèse d'Or (que l'on croit être la péninsule Malaise) aux IIe – IIIe siècle. La plus ancienne trace écrite de Singapour pourrait se trouver dans un récit chinois du IIIe siècle, décrivant l'île de Pu Luo Chung (蒲羅中). On pense qu'il s'agit d'une transcription du nom malais Pulau Ujong, ou « île à l'extrémité » (de la péninsule Malaise).
En 1025, Rajendra Ier, de l'empire Chola, traverse l'océan Indien et envahit Sriwijaya, attaquant plusieurs endroits en Malaisie et en Indonésie,. Les forces Chola auraient contrôlé Temasek (en) (aujourd'hui Singapour) pendant plusieurs décennies. Le nom de Temasek n'apparaît cependant pas dans les archives des Chola, mais une histoire impliquant un Raja Chulan (supposé être Rajendra Chola) et Temasek est mentionnée dans les Annales malaises (en) semi-historiques.
Le Nagarakertagama, un panégyrique javanais écrit en 1365, fait référence à un établissement sur l'île appelé Tumasik (en) (qui pourrait signifier « ville maritime » ou « port maritime »).

### Royaume hindou-bouddhiste (? - ~1511)
Le nom de Temasek (en) figure également dans le Sejarah Melayu (en) (Annales malaises), qui relate la fondation de Temasek par un prince de Sriwijaya, Sri Tri Buana (également connu sous le nom de Sang Nila Utama) au XIIIe siècle. Sri Tri Buana débarque à Temasek lors d'une partie de chasse et aperçoit une bête étrange, que l'on dit être un lion. Le prince y voit un signe de bon augure et fonde une colonie appelée Singapura, qui signifie « ville du lion » en sanskrit. L'origine réelle du nom Singapura (en) n'est cependant pas claire selon les spécialistes.

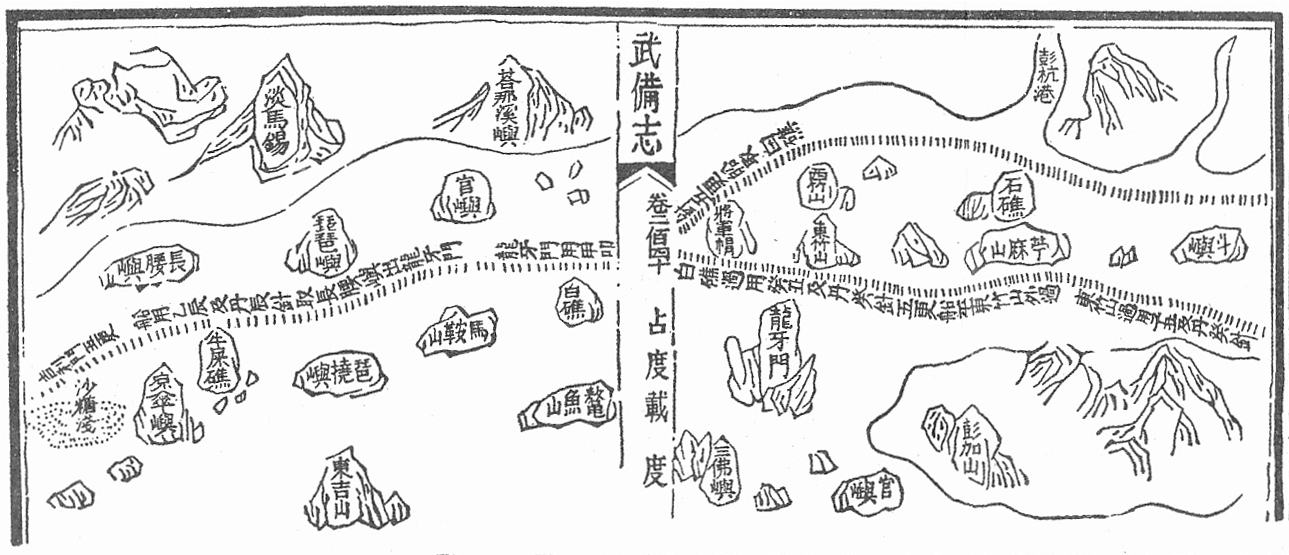
La de Wubei Zhi, basée sur les cartes du début du XVe siècle de Zheng He, montre Temasek (淡馬錫) en haut à gauche, et Long Ya Men (龍牙門) sur le panneau de droite.

En 1320, l'Empire mongol envoie une mission commerciale à un endroit appelé Long Ya Men (zh) (ou « Porte des dents du dragon »), qui correspondrait à Keppel Harbour (en), dans la partie sud de l'île. Le voyageur chinois Wang Dayuan, qui visite l'île vers 1330, décrit Long Ya Men (zh) comme l'un des deux établissements distincts de Dan Ma Xi (en) (du malais Temasek), l'autre étant Ban Zu (ms) (du malais pancur). On pense que Ban Zu correspond à l'actuelle colline de Fort Canning, et des fouilles récentes (en) à Fort Canning (en) ont permis de découvrir des preuves indiquant que Singapour était une importante colonie au XIVe siècle,. Wang mentionne que les natifs de Long Ya Men (supposés être les Orang Laut) et les résidents chinois vivent ensemble à Long Ya Men,. Singapour est l'un des plus anciens lieux où l'on sait qu'il existe une communauté chinoise en dehors de la Chine, et le plus ancien dont l'existence a été corroborée par des preuves archéologiques.
Au cours de son histoire, le nom de Temasek a été changé en Singapura. Les Sejarah Melayu (en) (Annales malaises) racontent l'histoire d'un prince de Sriwijaya, Sri Tri Buana (également connu sous le nom de Sang Nila Utama), qui débarque à Temasek après avoir survécu à une tempête au XIIIe siècle. Selon la légende, le prince voit une créature étrange, dont on lui dit qu'il s'agit d'un lion ; croyant qu'il s'agit d'un signe de bon augure, il décide de fonder une colonie appelée Singapura, ce qui signifie « ville du lion » en sanskrit. Il est peu probable qu'il y ait jamais eu de lions à Singapour, mais des tigres continuent à parcourir l'île jusqu'au début du XXe siècle. Cependant, le motif du lion est courant dans la mythologie hindoue, qui est dominante dans la région à cette époque (l'un des mots pour « trône » en malais est singgasana, qui signifie « siège du lion » en sanskrit), et il est supposé que le nom Singapura et l'histoire du lion ont été inventés par les historiens de la cour du sultanat de Malacca pour glorifier Sang Nila Utama et sa descendance.
Différentes versions de son histoire sont racontées dans les sources portugaises, suggérant que Temasek est un vassal siamois dont le souverain est tué par Parameswara de Palembang. Les historiens pensent qu'à la fin du XIVe siècle, Parameswara, le dernier prince de Sriwijaya, s'enfuit de Palembang à Temasek après avoir été déposé par l'empire Majapahit. Selon les récits portugais, Parameswara tue le chef local portant le titre de Sang Aji huit jours après avoir été accueilli à Temasek.

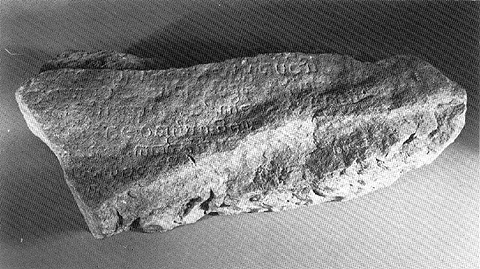
Fragment de la pierre de Singapour, inscrite en écriture brahmique, vers le Xe siècle ou le XIIIe siècle.

Au XIVe siècle, l'empire de Sriwijaya a déjà décliné et Singapour se trouve pris dans la lutte entre le Siam (aujourd'hui la Thaïlande) et l'empire Majapahit, basé à Java, pour le contrôle de la péninsule malaise. Selon les Annales malaises (en), Singapour est vaincue lors d'une attaque de Majapahit. Le dernier roi, le sultan Iskandar Shah (un prince de l'empire de Sriwijaya, son nom hindou Parameswara avant qu'il ne soit converti à l'islam) règne sur l'île pendant plusieurs années, avant d'être contraint de se rendre à Melaka, où il fonde le sultanat de Malacca. Les sources portugaises indiquent cependant que Temasek est un vassal siamois dont le souverain a été tué par Parameswara (que l'on pense être la même personne que le sultan Iskandar Shah) de Palembang, et que Parameswara est ensuite conduit à Malacca, soit par les Siamois, soit par les Majapahit, où il fonde le sultanat de Malacca. Les données archéologiques modernes suggèrent que le village de Fort Canning (en) est abandonné à cette époque, bien qu'un petit village commercial continue à Singapour pendant un certain temps.

### Sultanat islamique (1511 - 1613)
Le sultanat de Malacca étend son autorité sur l'île et Singapour devient une partie du sultanat de Malacca. Cependant, à l'arrivée des Portugais au début du XVIe siècle, Singapura était déjà devenue une « grande ruine » selon Afonso de Albuquerque,. En 1511, les Portugais s'emparent de Malacca ; le sultan de Malacca s'enfuit vers le sud et établit le sultanat de Johor. Singapour fait alors partie du sultanat qui est détruit en 1613.

### Colonie britannique et ère moderne (XIXesiècle- aujourd'hui)
Les Portugais ont cependant détruit la colonie de Singapour en 1613, et l'île sombre dans l'obscurité pendant les deux siècles suivant,.

## Thaïlande

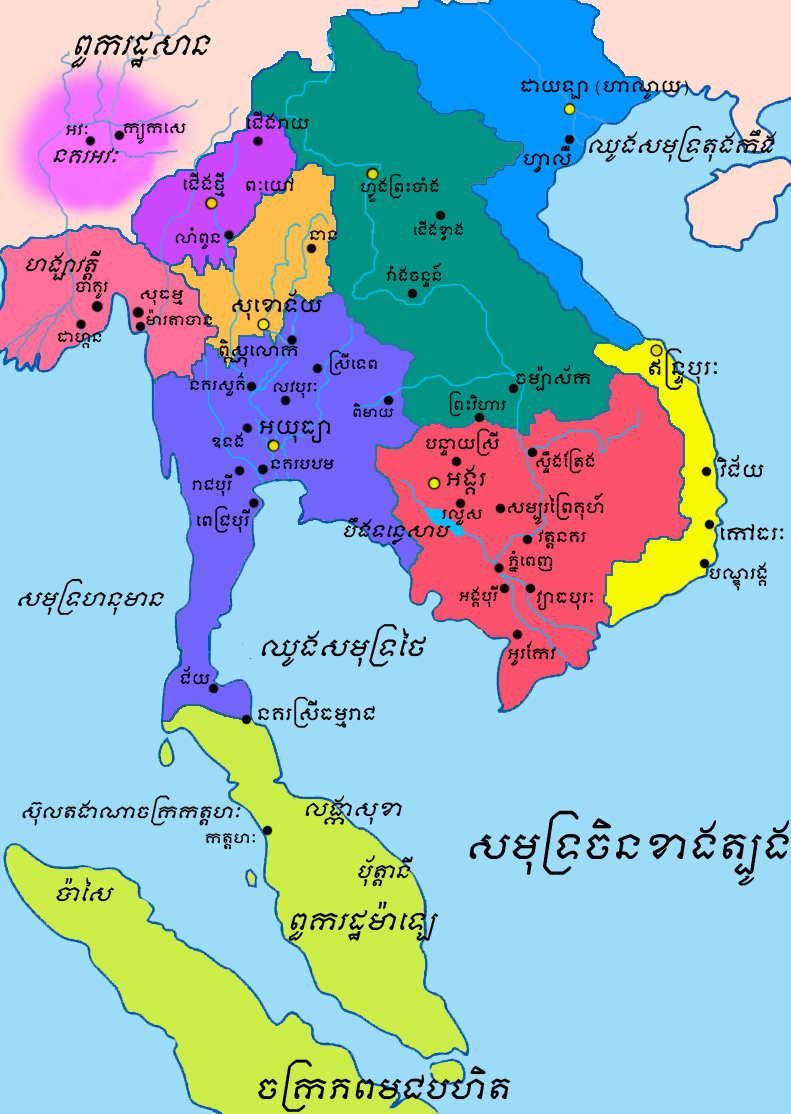
Carte de l'Asie du Sud-Est vers 900, montrant l'Empire khmer en rouge et Hariphunchai en vert clair.

### Propagation du bouddhisme en Thaïlande par l'empereur Ashoka (IIIesiècleav. J.-C.)
Historiquement, l'interaction culturelle et économique entre les deux pays remonte à peu près au VIe siècle av. J.-C. La contribution culturelle la plus importante de l'Inde, pour laquelle la Thaïlande lui est grandement redevable, est le bouddhisme. Propagé en Thaïlande au IIIe siècle av. J.-C. par des moines bouddhistes envoyés par le roi Ashoka, il est adopté comme religion d'État de la Thaïlande et règne sur les cœurs et les esprits des Thaïlandais depuis lors. Actuellement, 58 000 000 de Thaïlandais, soit 94 % de la population thaïlandaise, adhèrent au bouddhisme. Toutefois, on peut dire que les contacts directs ne commencent qu'au IIIe siècle av. J.-C., lorsque le roi Ashoka envoie des moines bouddhistes propager le bouddhisme dans la péninsule indochinoise. Outre le bouddhisme, la Thaïlande adopte également d'autres traditions religieuses et culturelles typiquement indiennes. Les cérémonies et les rites, notamment en ce qui concerne la monarchie, témoignent d'une forte influence hindoue.

### Période Sukhothaï: Installation de commerçants indiens et de brahmanes en Thaïlande (1275–1350)
Les Indiens qui se sont installés en Thaïlande à l'époque de Sukhothaï (1275-1350) sont soit des marchands venus au Siam ou en Thaïlande pour faire du commerce, soit des brahmanes qui jouent un rôle important à la cour siamoise en tant qu'experts en astrologie et dans la conduite des cérémonies. Le premier groupe de brahmanes qui entre au Siam avant la fondation de Sukhothai comme première capitale du Siam (1275-1350) popularise les croyances et les traditions hindoues. À l'époque de Sukhothai, les temples brahmaniques existent déjà. Les brahmanes organisent des cérémonies à la cour. Les concepts de royauté divine et de cérémonies royales sont des exemples clairs de l'influence du brahmanisme.
Le couronnement du monarque thaïlandais (th) est pratiqué plus ou moins dans sa forme originale, encore aujourd'hui. L'idée thaïlandaise selon laquelle le roi est une réincarnation de la divinité hindoue Vishnou est adoptée à partir de la tradition indienne. Bien que cette croyance n'existe plus aujourd'hui, la tradition d'appeler chaque roi thaïlandais de l'actuelle dynastie Chakri Rama (Rama est une incarnation de Vishnu) avec un nombre ordinal, tel que Rama Ier, Rama II etc. est toujours en vigueur.

### Période d'Ayutthaya: Installation d'un plus grand nombre de commerçants tamouls indiens en Thaïlande (1350-1767)
À l'époque du royaume d'Ayutthaya (1350-1767), davantage de marchands tamouls pénètrent dans le sud du pays par bateau, comme en témoignent les statues de dieux hindous excavées dans le sud.

### Migration ultérieure des Indiens vers la Thaïlande (1855 - aujourd'hui)
Après 1855, les Tamouls qui émigrent en Thaïlande peuvent être classés en trois groupes en fonction de leur religion, à savoir l'hindouisme, le bouddhisme et l'islam.

### Influence culturelle indienne sur la Thaîlande

#### Danse
La littérature et le théâtre thaïlandais s'inspirent largement des arts et légendes indiens. L'épopée hindoue du Ramayana est aussi populaire en Thaïlande qu'en Inde. La Thaïlande adapte le Ramayana au mode de vie thaïlandais dans le passé et crée sa propre version du Ramayana, à savoir le Ramakien.
Deux des danses classiques les plus populaires, le Khon, exécutée par des hommes portant des masques féroces, et le Lakhon (Lakhon nai, Lakhon chatri (th) et Lakhon nok), exécutée par des femmes jouant à la fois des rôles masculins et féminins, s'inspirent principalement du Ramakien. La danse est accompagnée d'instruments à percussion et de Piphat (th), une sorte d'instrument à vent en bois.
En outre, il existe des théâtres d'ombres appelés nang talung (th) en thaïlandais. Il s'agit d'un spectacle dans lequel des ombres de morceaux de peau de vache ou de buffle d'eau découpés pour représenter des figures humaines avec des bras et des jambes mobiles sont projetées sur un écran pour le divertissement des spectateurs. En Inde du Sud, ce type de spectacle est appelé Bommalattam.

#### Langue
La langue thaï présente également d'étroites affinités avec le sanskrit et les langues dravidiennes. Une indication de l'étroite affiliation linguistique entre l'Inde et la Thaïlande se trouve dans les mots thaïlandais courants tels que Ratha Mantri, Vidhya, Samuthra, Karuna, Gulab, Prannee, etc. qui sont presque identiques à leurs homologues indiens. La langue thaïlandaise se compose essentiellement de mots monosyllabiques dont le sens est complet. Sa Majesté le roi Ramkhamhaeng le Grand crée l'alphasyllabaire thaï en 1283. Il le modèle sur les anciens alphabets indiens sanskrit et pali en utilisant les anciens caractères khmers. Comme la plupart des langues du monde, la langue thaïe est un mélange complexe dérivé de plusieurs sources. De nombreux mots thaïlandais utilisés aujourd'hui proviennent du pali, du sanskrit, du khmer, du malais, de l'anglais et du chinois.

#### Cérémonies religieuses et fêtes
Plusieurs cérémonies thaïlandaises sont adoptées à partir de la tradition indienne. Il s'agit notamment des cérémonies liées à l'ordination, au mariage, à l'acquisition de mérites et à la crémation. Bien que le Bouddha soit la principale source d'inspiration de la Thaïlande, Brahma et d'autres divinités hindoues sont largement vénérées par les Thaïlandais, en raison notamment de la popularité des rites cérémoniels hindous, qui sont utilisés en particulier pour les cérémonies royales.
(1) La cérémonie du Triyampawai (th) ou cérémonie de la balançoire géante. À l'origine, il s'agit d'une cérémonie brahmanique destinée à rendre hommage au dieu Shiva. Elle se déroule traditionnellement devant le Wat Suthat, tandis que le roi et la reine assistent à la cérémonie depuis un pavillon de soie dorée. Bien que la cérémonie ait été abolie sous le règne du roi Rama VII en raison d'une grave crise économique, les prêtres brahmanes reçoivent toujours de l'argent pour faire des offrandes au dieu Shiva.
(2) La fête du sillon sacré, officiée par S.M. le roi à Sanam Luang en mai de chaque année avec faste. Rite brahmanique à l'origine, il est adopté pour marquer le début de la saison agricole et pour bénir tous les agriculteurs en leur apportant la fertilité pour l'année.
(3) La cérémonie royale de préparation du riz céleste ou Khao thip, dont on dit qu'il est préparé à l'origine par des êtres célestes en l'honneur du dieu Indra. Une partie du riz céleste est offerte aux moines, tandis que le reste est réparti en quantités variables entre la famille royale, les courtisans et les membres de la famille. La préparation de ce plat ambrosien connaît une fin naturelle puisque la coutume veut que seules les vierges s'occupent de la préparation et du brassage du riz céleste.
(4) La Kathina ou la période pendant laquelle les moines bouddhistes reçoivent de nouvelles robes, qui tombe généralement dans les mois d'octobre-novembre.
(5) Loi Krathong - la fête des lumières qui est célébrée la nuit de pleine lune du douzième mois lunaire. Le flottement des lanternes de Loi Krathong, qui débute à l'époque du royaume de Sukhothaï, se poursuit tout au long des différentes étapes de l'histoire thaïlandaise. Aujourd'hui, on considère que le festival est célébré comme un acte de culte à Chao Mae Kangka, la déesse des eaux, qui fournit l'eau nécessaire tout au long de l'année, et comme un moyen de demander pardon si l'on a pollué l'eau ou si l'on l'a utilisée sans précaution.
(6) Fête de Songkran (en) : Le jour de Songkran marque le jour du Nouvel An thaïlandais. Songkran signifie que le soleil entre dans la première maison du zodiaque. Cette fête est similaire aux fêtes indiennes de Holi et de Makar Sankranti.
(7) Jour de Visakha Puja qui est considéré comme le plus grand jour saint bouddhiste puisqu'il commémore la naissance, l'illumination et la mort du Bouddha.
D'autres jours saints célèbres sont le jour de Māgha Pūjā (en), en février, et le jour d'Asalha Puja (en), en juillet, qui commémore le jour où le Bouddha a prononcé le Premier Sermon à ses cinq disciples, à savoir Konthanya, Vassapa, Bhattiya, Mahanama et Assashi à Esipatanamaruekathayawan (forêt d'Isipatana à Sarnath, en Inde) et y a expliqué son concept des quatre nobles vérités (Ariyasai).

#### Astrologie hindoue
L'astrologie hindoue a toujours une grande influence sur plusieurs étapes importantes de la vie des Thaïlandais. Les Thaïlandais continuent de demander conseil à des moines bouddhistes ou à des astrologues brahmanes compétents pour connaître les jours propices ou non aux cérémonies de déménagement ou de mariage.

#### Influence de l'Ayurveda sur la médecine traditionnelle et les massages thaïlandais
Selon l'ouvrage du moine thaïlandais Buddhadasa Bhikku, India's Benevolence to Thailand, les Thaïlandais ont également obtenu des Indiens les méthodes de fabrication des médicaments à base de plantes (Ayurveda). Certaines plantes comme le sarabhi de la famille des Guttiferae, le kanika ou harsinghar (en), le phikun ou Mimusops elengi et le bunnak ou la châtaigne rose etc. ont été rapportées d'Inde.

#### Influence de la cuisine et des épices indiennes sur la cuisine thaïlandaise
Le moine thaïlandais Buddhadasa Bhikku souligne que la cuisine thaïlandaise est également influencée par la cuisine indienne. Il écrit que les Thaïlandais ont appris des Indiens à utiliser les épices de diverses manières dans leur cuisine.

## Viêt Nam

### Premiers États vassaux de la Chine
À l'extrémité orientale de l'Indochine, le nord du Viêt Nam est à l'origine occupé par des peuples austro-asiatiques. Cependant, lorsque les structures de pouvoir régionales se sont modifiées, des tribus parlant le kra-dai (en) et originaires du sud de la Chine commencent à s'installer sur ces terres. Vers 207 av. J.-C., Triệu Đà, général Qin, profitant de la fragmentation temporaire de l'empire chinois lors de l'effondrement de la dynastie Qin, crée dans le nord du Viêt Nam le royaume de Nanyue. Au cours du Ier siècle av. J.-C., Nanyue est incorporé à l'empire chinois de la dynastie Han ; il reste une province de l'empire jusqu'à la chute de la dynastie Tang au début du Xe siècle. Elle retrouve ensuite son indépendance, souvent en tant que royaume tributaire nominal de l'empereur chinois.

### Établissement du royaume hindou indianisé de Champa (Xesiècle)
Dans le centre-sud du Viêt Nam, les Chams, un peuple de souche austronésienne, établissent le royaume hindou du Champa vers 400. Soumis à des invasions périodiques par les Annamites et les Khmers du Cambodge, le Champa survit et prospère. En 1471, une armée vietnamienne d'environ 260 000 hommes envahit le Champa sous le commandement de l'empereur Lê Thánh Tông (黎聖宗). L'invasion commence à la suite de l'attaque du roi Cham Trà Toàn contre le Viêt Nam en 1470. Les Vietnamiens commettent un massacre contre les Chams, massacrant environ 60 000 personnes. Les Vietnamiens détruisent, brûlent et attaquent de grandes parties du Champa, s'emparant de l'ensemble du royaume. Des milliers de Chams s'enfuient au Cambodge, les autres sont forcés de s'assimiler à la culture vietnamienne. Aujourd'hui, il ne reste plus que 80 000 Chams au Viêt Nam.

### Influence du bouddhisme d'origine indienne sur le Viêt Nam par le biais de la culture chinoise
Le Viêt Nam, alors connu sous le nom d'Annam (zh) (安南 ; pinyin : Ānnán), subit peu d'influence hindoue - généralement par l'intermédiaire du Champa. Contrairement aux autres pays d'Asie du Sud-Est (à l'exception de Singapour et des Philippines), le Viêt Nam est influencé par la religion d'origine indienne, le bouddhisme, via le fort impact de la culture chinoise.